# Ford Transit
Der Ford Transit ist ein Kleintransporter des Automobilherstellers Ford. Er wird seit 1965 produziert und ist bis heute durch alle Generationen als Kastenwagen, Pritschenwagen und Kleinbus in unterschiedlichen Versionen erhältlich. Ford bietet auch luxuriös ausgestattete Kleinbusmodelle unter dem Namen Ford Tourneo an. Die fünfte Generation wurde 2001 ebenso wie die sechste Generation 2007 zum Van of the Year gewählt.

## Allgemeines
Nach dem Zweiten Weltkrieg bauten Ford Deutschland mit dem Ford FK 1000/1250 und Ford of Britain mit dem Ford Thames 400E zwei unterschiedliche Kleintransporter, die teilweise außerhalb der Heimatmärkte in den Exportmärkten sogar nebeneinander angeboten wurden. Um das zukünftig zu vermeiden, ordnete die Konzernzentrale in Dearborn die gemeinsame Entwicklung eines Nachfolgers unter dem Projektnamen Redcap an. Die beiden Tochterfirmen zeigten wenig Interesse an einer gemeinsamen Entwicklung und verzögerten das Projekt. Schließlich übernahm Detroit die Initiative und schickte Zeichnungen nach England wie der neue Lieferwagen auszusehen habe. Dieser Entwurf basierte auf Plänen für einen zukünftigen amerikanischen Fullsize-Van mit großem Motorraum, der auch V8-Ottomotoren aufnehmen konnte. Ford wollte ursprünglich ein Weltauto entwickeln und den Econoline I damit ersetzen. Wegen der mangelnden Zusammenarbeit zwischen Ford Deutschland und Ford of Britain war das Projekt jedoch nicht sehr weit fortgeschritten, weshalb Ford Amerika letztlich einen eigenen Nachfolger entwickelte. Der Ford FK 1000/1250, mittlerweile in Ford Taunus Transit umbenannt, verkaufte sich zwar den Erwartungen von Ford Deutschland entsprechend, jedoch war die Ausbaufähigkeit in der Nutzlast begrenzt. Wegen der notwendig gewordenen Einstellung der Ford FK-Serie bei gleichzeitigem Erfolg des Ford Thames Trader von Ford of Britain erteilte Detroit nun die Hauptverantwortung für die Entwicklung an Ford of Britain. Dort hatte man mehr Interesse an einem Nachfolgemodell, da sich der Thames 400E im Heimatmarkt immer schlechter verkaufte. Daher wurde aus den Zeichnungen ein Transporter mit Ähnlichkeiten zum Ford Cortina entwickelt. Ford Deutschland war nun aufgrund des Entwicklungsverbots aus Detroit für einen Nachfolger des Taunus Transit gezwungen, den Entwurf hinzunehmen und sich auf Fragen der Karosserievarianten und Technik zu beschränken. Nachdem das Fahrzeug vollständig entwickelt war, musste ein Name gefunden werden, der auf allen Märkten verwendbar war. Bei Ford of Britain hatten dazumal alle Nutzfahrzeuge den Beinamen Thames für das an der Themse gelegene Hauptwerk. Schließlich einigte man sich auf den beim Ford Taunus Transit bereits verwendeten Namen Ford Transit. Wobei Transit im Lateinischen für transire = hinübergehen, überschreiten, übertreffen steht und im Allgemeinen für einen Staat oder ein bestimmtes Gebiet durchquerenden Verkehr. Wegen des deutschen Vorgängers Taunus Transit werden auch unterschiedliche Zählweisen der Baureihen in Deutschland und Großbritannien vorgenommen. So wird das erstmals 1965 von den britischen Ford-Werken gebaute Modell in Deutschland als 2. Generation und in Großbritannien als Mark 1 (1. Generation) bezeichnet.
Während die Vorgänger Frontlenker waren, die in ihren Abmessungen etwa dem in Deutschland seit jeher größten Wettbewerber, dem VW-Bus, entsprachen, sind alle Modelle seit 1965 Kurzhauber mit dem Motor unter einer kurzen Haube vor der Fahrerkabine. Seither sind sie stets etwas größer als der VW-Bus. Allen Generationen gemeinsam ist – dank des vorne angeordneten Motors – eine große und vor allem ebene Ladefläche auch bei der Kastenversion (anders als beim genannten VW-Transporter, der bis 1990 den Motor im Heck und somit unterschiedlich hohe Böden im Innenraum hatte).
Der Transit wurde in Großbritannien zum meistgekauften Kleintransporter, belegte in Deutschland aber immer nur den zweiten Platz hinter dem VW-Transporter. Obwohl im Vergleich zum Ur-VW-Bus die jüngere Konstruktion, galt er zumindest in den ersten Jahren als laut. Außerdem hatte lange Zeit das einfachere Fahrwerk schlechte Fahr- und Federungseigenschaften. Dem gegenüber standen Anspruchslosigkeit und eine gewisse Robustheit, während gleichzeitig immer wieder eine mäßige Verarbeitungsqualität bemängelt wurde. Wie die meisten anderen Kleintransporter erreichte der Transit in Deutschland nie den Kultfaktor des VW-Bus, auch wenn er durch die Beliebtheit bei damaligen Gastarbeitern in den 1970er Jahren den Spitznamen „Ford Türkspeed“ bekam. Anders als beim VW-Bus sind alte Transits in Liebhaberhand entsprechend selten. Der Erfolg des Modells ist nach über 50 Jahren dennoch ungebrochen.
Der fünfmillionste Transit lief am 18. Juli 2005 in Southampton vom Band und wurde einer wohltätigen Organisation gespendet. Der Transit ist seit über 40 Jahren das meistverkaufte leichte Nutzfahrzeug in Europa. In den 2000er Jahren entwickelte Ford unter dem Namen Transit ein komplettes Nutzfahrzeugprogramm, beginnend mit dem Transit Connect, gefolgt vom Transit Custom bis hin zum Transit Courier. Mit der 7. Generation des Transit (UK MK 8) verwirklicht Ford seine ursprünglichen Pläne des Modells als Weltauto. So wird der europäische Transit auch in Nordamerika gebaut und angeboten als Ford-T-Serie.

## Produktionsstandorte
- Amsterdam, Niederlande: 1975–1981 (Transit)
- Langley (Slough) Berkshire, Vereinigtes Königreich: 1965–1972 (Transit)
- Genk, Belgien: 1965–2000 (Transit)
- Obchuk, Belarus: 1997–2000 (Transit)
- Southampton, Vereinigtes Königreich: 1972–2013 (Transit)
- Gölcük (Kocaeli), Türkei: seit 1976 (Transit), seit 2002 Ford Transit Connect und seit 2012 Ford Transit Custom
- İnönü, Türkei: seit 1982 (T und Ⓜ)
- Hai Duong, Vietnam: seit 1998 (Transit)
- Nanchang, Volksrepublik China: seit 1996 (Transit 2006 und Transit 2008)
- Craiova, Rumänien: 2009–2013 (Transit Connect), seit 2013 Ford Transit Courier
- Wayne/Louisville, Vereinigte Staaten: seit 2012 (Transit Connect)
- Kansas City/Missouri, Vereinigte Staaten: seit 2013 Ford Transit (Nordamerika)/T-Serie
- Valencia, Spanien: seit 2013 (Transit Connect)
- Jelabuga, Russland: 2014–2022 (Transit)

## Modellgenerationen

### Transit ’65 / ’71 (1965–1978)
Die zweite Generation des Transit war eine britische Konstruktion. Ursprünglich wurde das Fahrzeug am Standort Langley (Slough), Grafschaft Berkshire (Vereinigtes Königreich), hergestellt, wo im Zweiten Weltkrieg das Jagdflugzeug Hawker Hurricane entstanden war. Einige Jahre später verlagerte Ford die Produktion nach Southampton. Gleichzeitig wurde der Transit auch in Genk (Belgien) produziert.
Das zulässige Gesamtgewicht betrug bis zu 3,25 t, wobei die schwereren Fahrzeuge hinten Zwillingsreifen erhielten. Anders als seine Vorgänger waren die Fahrzeuge Kurzhauber. Unter der Haube arbeiteten V4-Motoren aus dem Pkw-Programm mit 1,2 bis 1,7 Liter Hubraum (wie im 12 M, 15 M und 17 M), die die hinteren Räder antrieben. Das Fahrwerk bildeten blattgefederte Starrachsen.

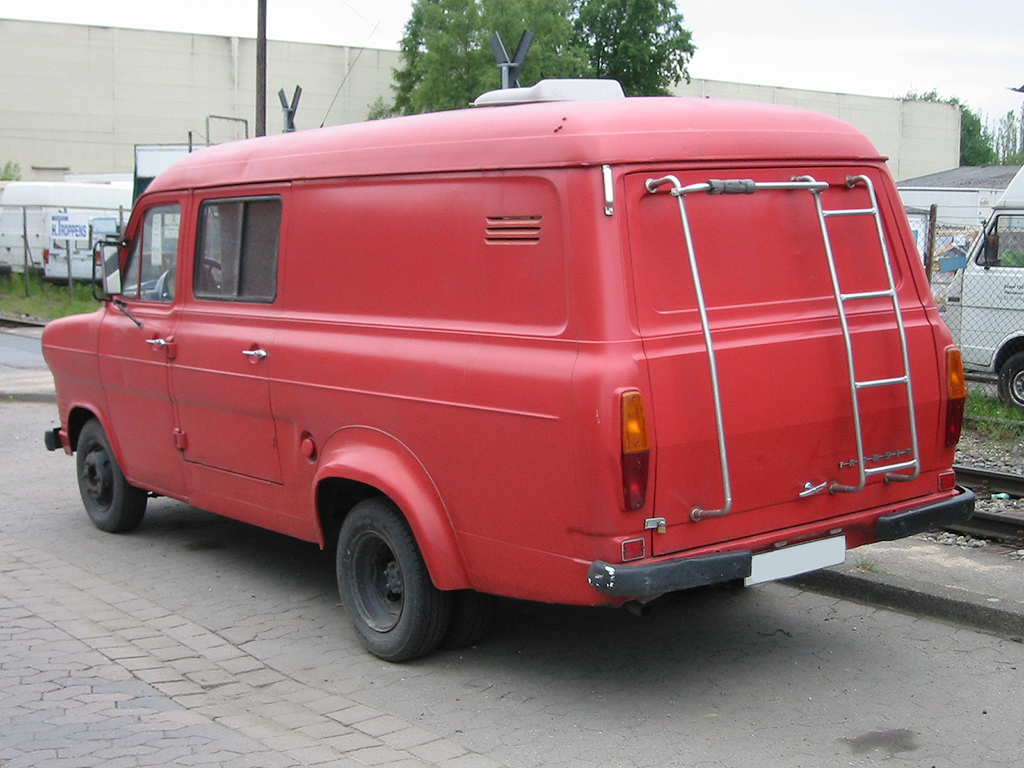
Heckansicht

Der Transit war in Europa gleich nach der Markteinführung sehr erfolgreich. Er überzeugte durch günstige Preise und durch eine größere Variantenvielfalt als bei der Konkurrenz. Es gab Pritschenwagen, Kastenwagen oder den Kleinbus je mit unterschiedlichen Radständen oder bloß das Chassis als Basis für zahlreiche Sonderaufbauten. Zahlreiche Exemplare mit Aufbau und Ausstattung von Feuerwehrfahrzeug-Herstellern wie Magirus und Bachert gelangten in den Dienst von Feuerwehren, etwa als Tragkraftspritzenfahrzeug bei kleineren Wehren auf dem Land.
Mit dem Modell 1969 wurden kleinere Überarbeitungen umgesetzt, darunter die Einführung einer Zweikreisbremsanlage, Warnblinkanlage und verbesserter Innenausstattung. Anfang 1971 wurde das Motorenprogramm durch einen größeren V4-Motor mit 2 Litern Hubraum (aus dem britischen Ford-Programm) sowie erstmals einen Dieselmotor von Perkins erweitert. Mit einer Leistung von nur 43 PS (32 kW) war der Dieselmotor zu schwach und daher unpopulär. So wurde er 1974 durch Fords eigenen „York“-Motor ersetzt, der 63 PS (46 kW) leistete. Da dieser Dieselmotor mit den in Reihe angeordneten Zylindern länger als ein V4-Ottomotor war, mussten Kühlergrill und Motorhaube angepasst werden. Durch diese Ausformung erhielt diese Variante den Beinamen „Transit mit Schweineschnauze“.

#### Ford A-Serie (1972–1982)
Mit höherer Nutzlast und einigen Gleichteilen wurde zwischen 1972 und 1982 die Ford A-Serie gebaut. Größer und mit stärkeren Motoren nahm sie Designelemente der Dritten Generation vorweg.
Motorisierungen in Deutschland
| Typ       | Hubraum (cm³) | Verdichtung | Nennleistung (PS) bei 1/min | Maximales Drehmoment (Nm) bei 1/min | Bauzeit   |
| --------- | ------------- | ----------- | --------------------------- | ----------------------------------- | --------- |
| V4-Köln   | 1183          | 8,2 : 1     | 45/4500                     | 80/2400                             | 1965–1967 |
| V4-Köln   | 1288          | 8,2 : 1     | 50/5000                     | 93/2500                             | 1967–1971 |
| V4-Köln   | 1498          | 8,0 : 1     | 60/4500                     | 112/2400                            | 1965–1967 |
| V4-Köln   | 1488          | 8,0 : 1     | 60/4800                     | 112/2400                            | 1967–1978 |
| V4-Köln   | 1699          | 8,0 : 1     | 65/4500                     | 125/2400                            | 1965–1967 |
| V4-Köln   | 1688          | 8,0 : 1     | 65/4800                     | 125/2400                            | 1967–1978 |
| V4-Essex  | 1996          | 8,0 : 1     | 75/4500                     | 137/2750                            | 1971–1976 |
| V4-Essex  | 1996          | 9,0 : 1     | 80/4750                     | 151/2750                            | 1974      |
| V4-Essex  | 1996          | 8,0 : 1     | 70/4500                     | 139/2500                            | 1976–1978 |
| R4-Diesel | 2358          | 21,5 : 1    | 62/3600                     | 130/2750                            | 1971–1985 |

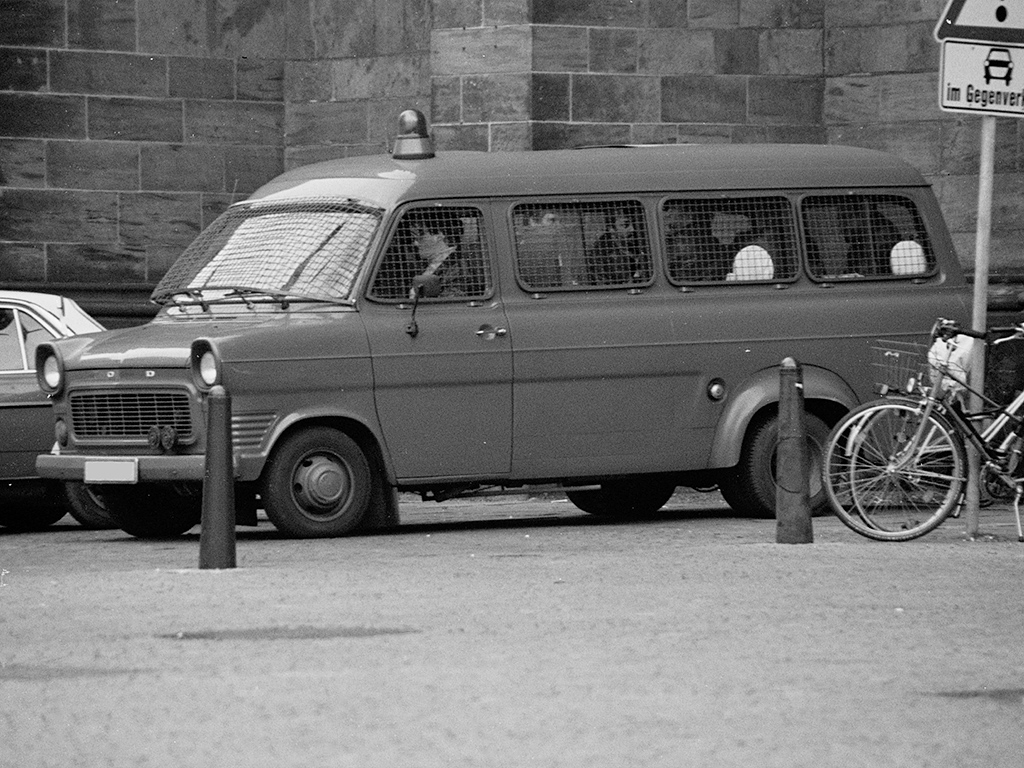
Ford Transit (1971–1977) der Bremer Polizei
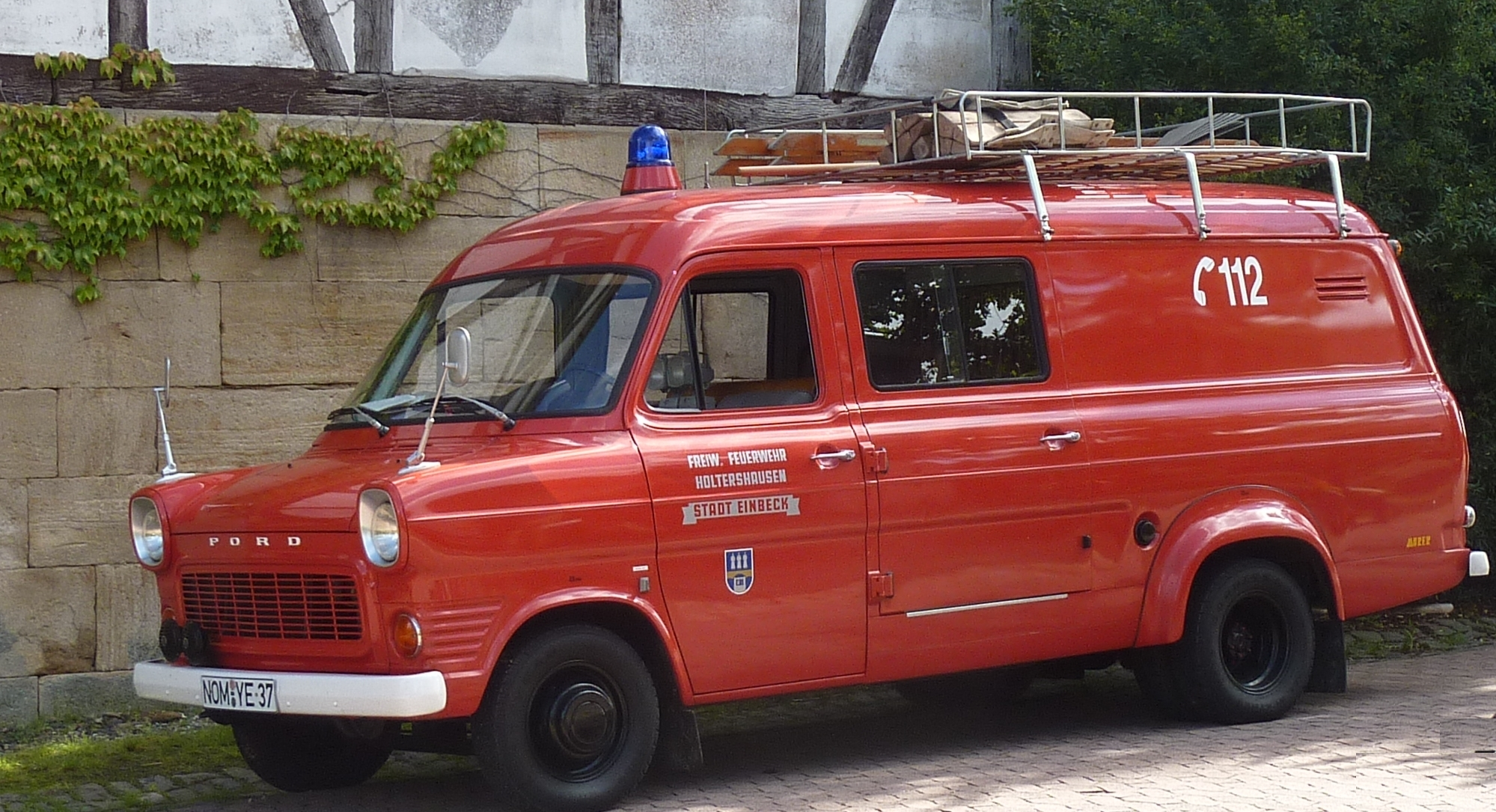
Ford Transit (Bj. 1973) der Freiwilligen Feuerwehr Holtershausen
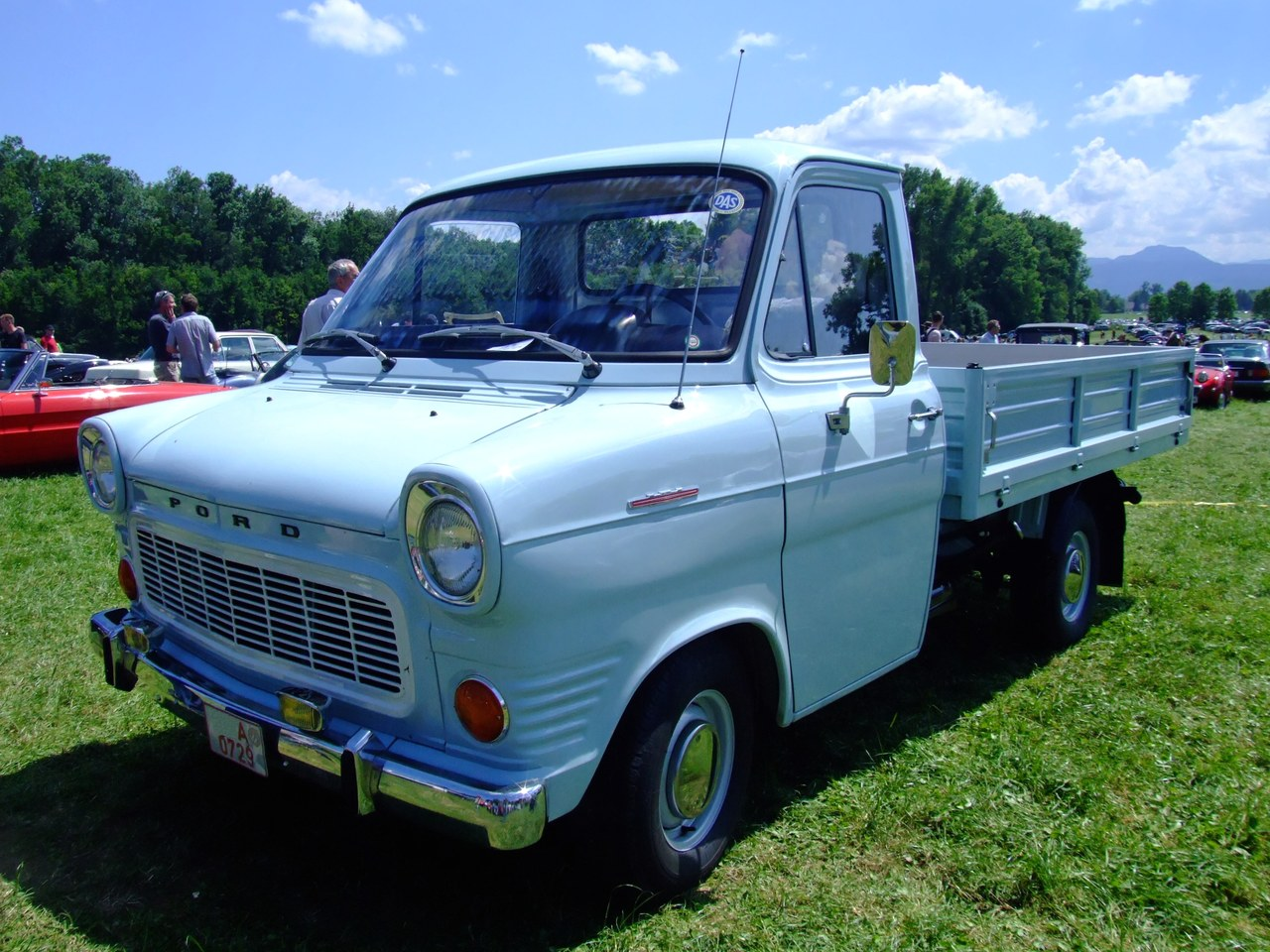
Ford Transit Pritsche
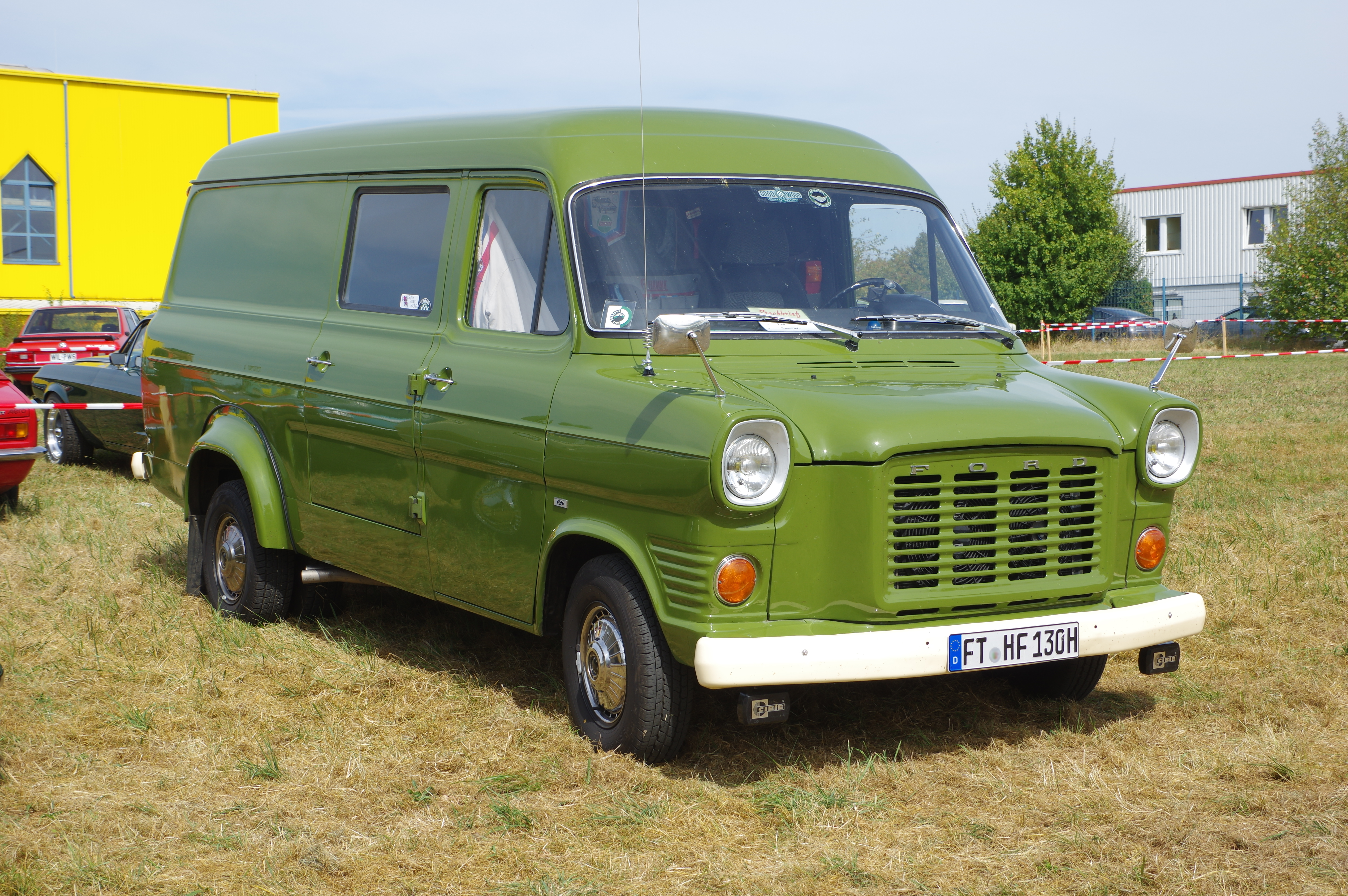
Transit mit Dieselmotor
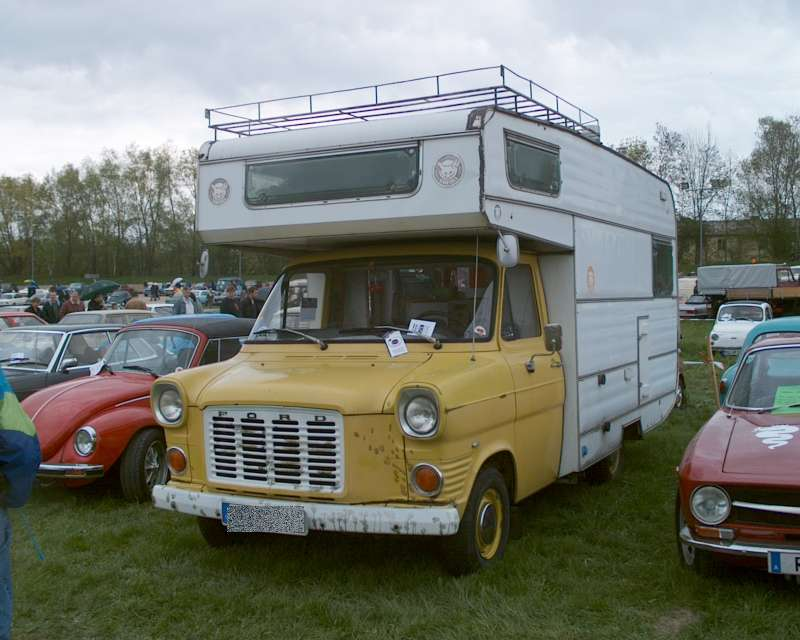
Transit mit Dieselmotor als Wohnmobil

### Transit ’78 (1978–1985)
Die im März 1978 eingeführte dritte Generation war eine technisch und äußerlich leicht veränderte Version des bisherigen Modells. Umgestaltet wurden vor allem die Innenausstattung und die Frontpartie, wo Otto- und Dieselmotorfahrzeuge nun von außen gleich aussahen. Statt des V4-Motors wurde der 4-Zylinder-OHC aus Ford Escort und Ford Taunus eingesetzt. Außerdem war der sogenannte Essex-V6, ein 3-Liter-V6-Motor, erhältlich.
Ab 1981 konnte man das Transit-Clubmobil ordern. Markant an diesem Fahrzeug war die Innenausstattung mit hochflorigem Teppich und drehbaren Sitzen sowie Bullaugen für die hintere und tief herunter gezogene große Fenster für die mittlere Sitzgruppe. Zudem konnte man 7-Zoll-Ronal-Aluminiumräder mit 245/60x14-Reifen und Servolenkung, ein Overdrive-Getriebe oder den Zusatzkofferraum für das Dach wählen.
Im Herbst 1983 gab es eine kleine Modellpflege mit neuem Kühlergrill, verlängerten Stoßstangenecken und größeren Heckleuchten mit integriertem Rückfahrscheinwerfer. Zudem konnte durch neue Varianten mit höherer Nutzlast die in Großbritannien bedeutsame Reihe leichter Lkw, die Ford A-Serie, ersetzt werden.
Anfang 1984 wurde im Transit Di der weltweit erste schnelllaufende Dieselmotor mit Direkteinspritzung eingeführt. Der 2,5-Liter-Reihenvierzylinder leistete 50 kW (68 PS) bei 4000 Umdrehungen pro Minute und verbrauchte bei deutlich geringerem Wartungsaufwand fast 25 Prozent weniger als das Vormodell und zeigte einen um 15 Prozent besseren Wirkungsgrad als die Konkurrenz.

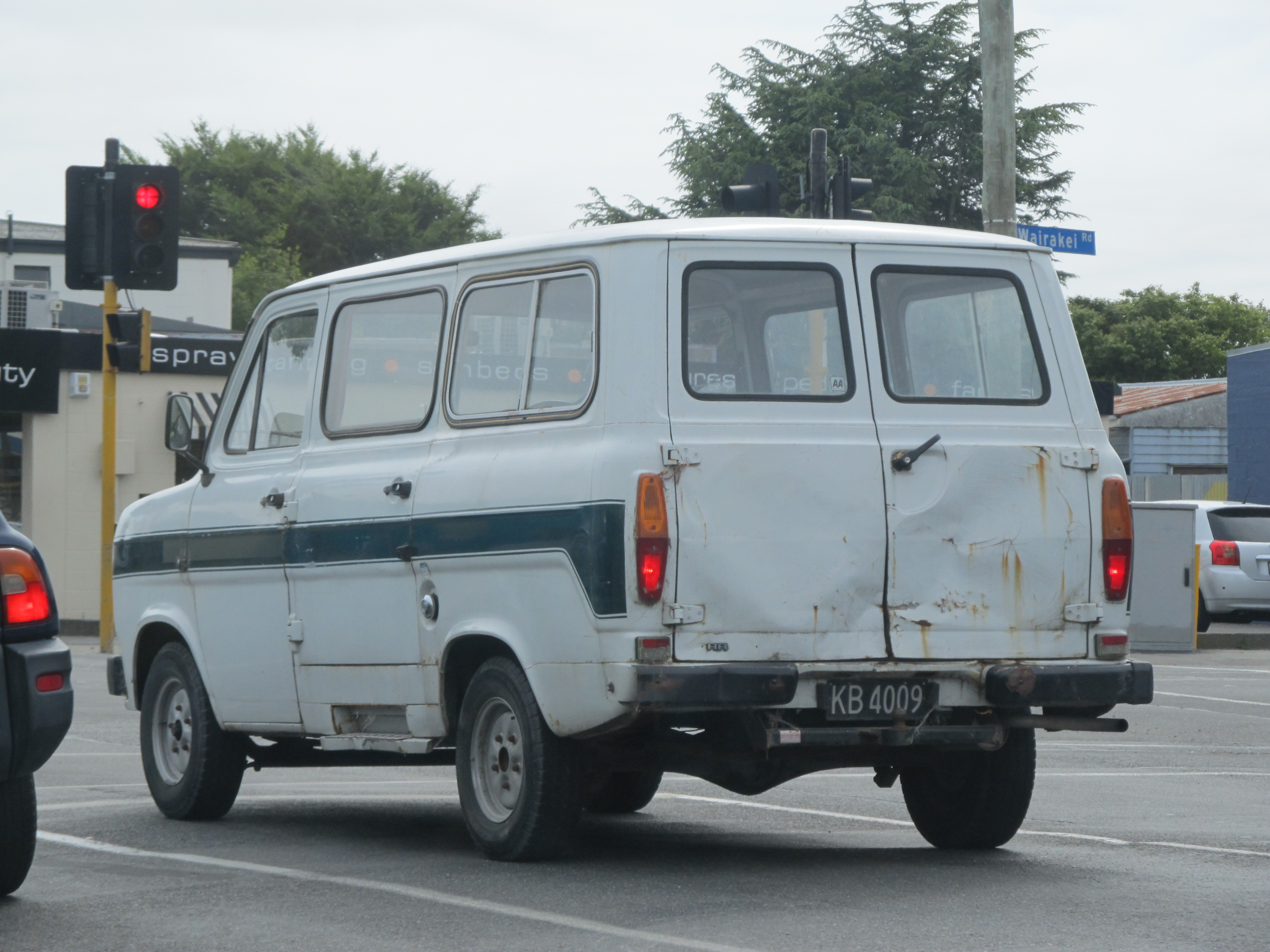
Heckansicht
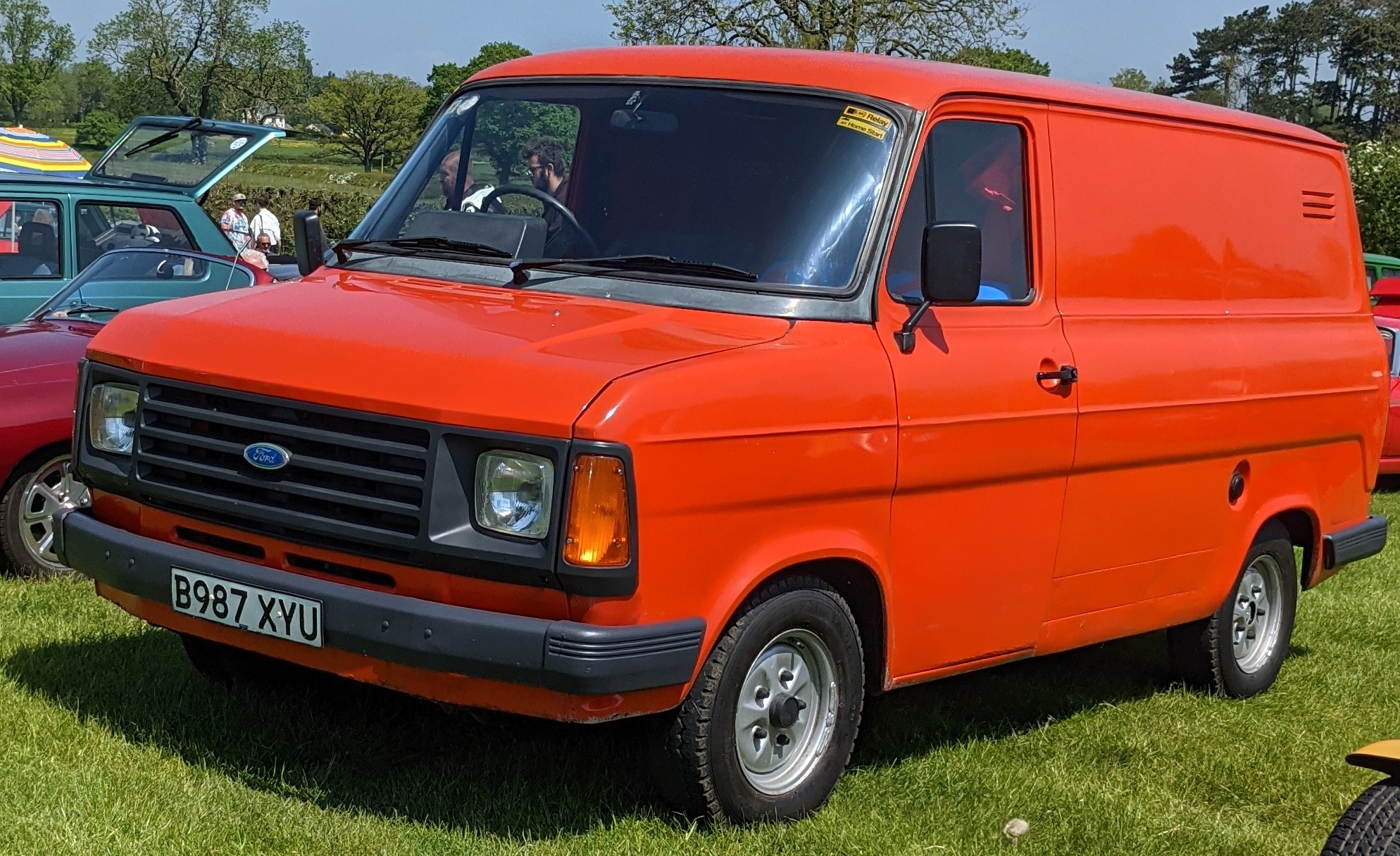
Ford Transit (1983–1985), hier als Kastenwagen
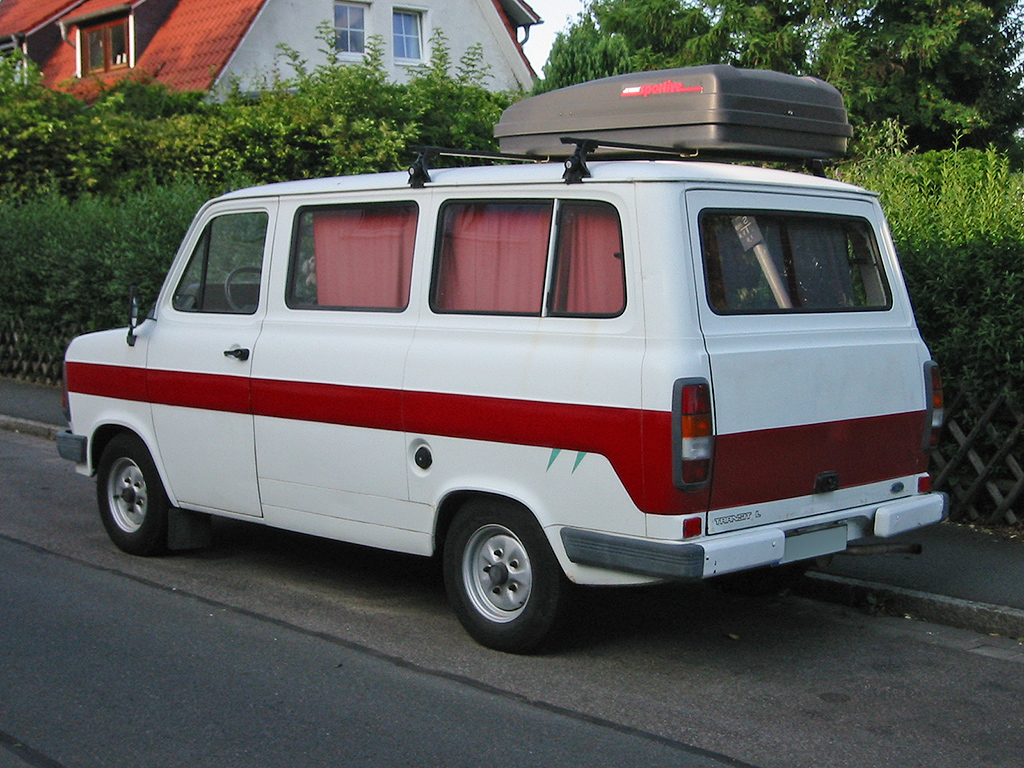
Heckansicht
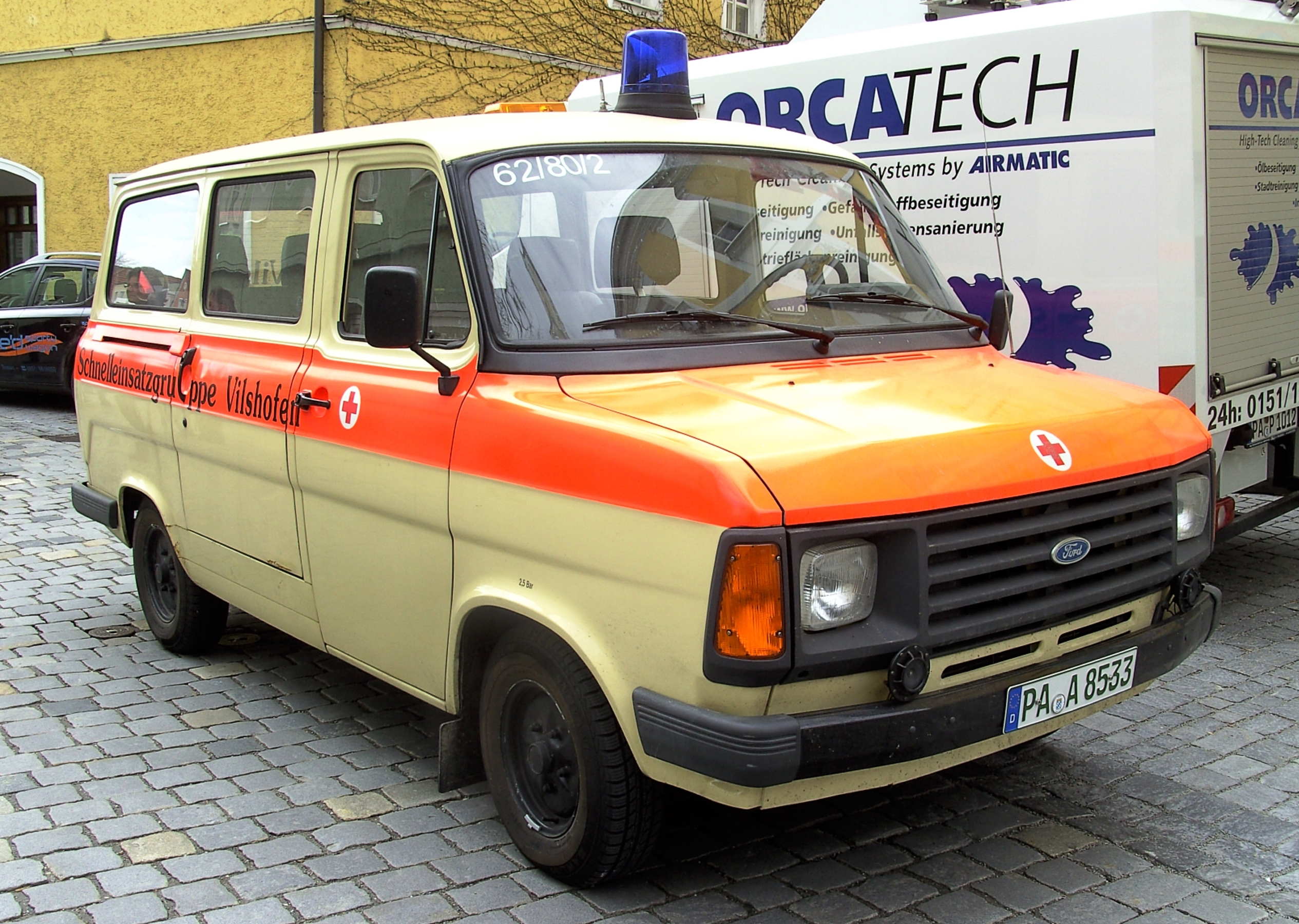
Mannschaftstransportwagen des Roten Kreuzes noch im Einsatz im Jahr 2010
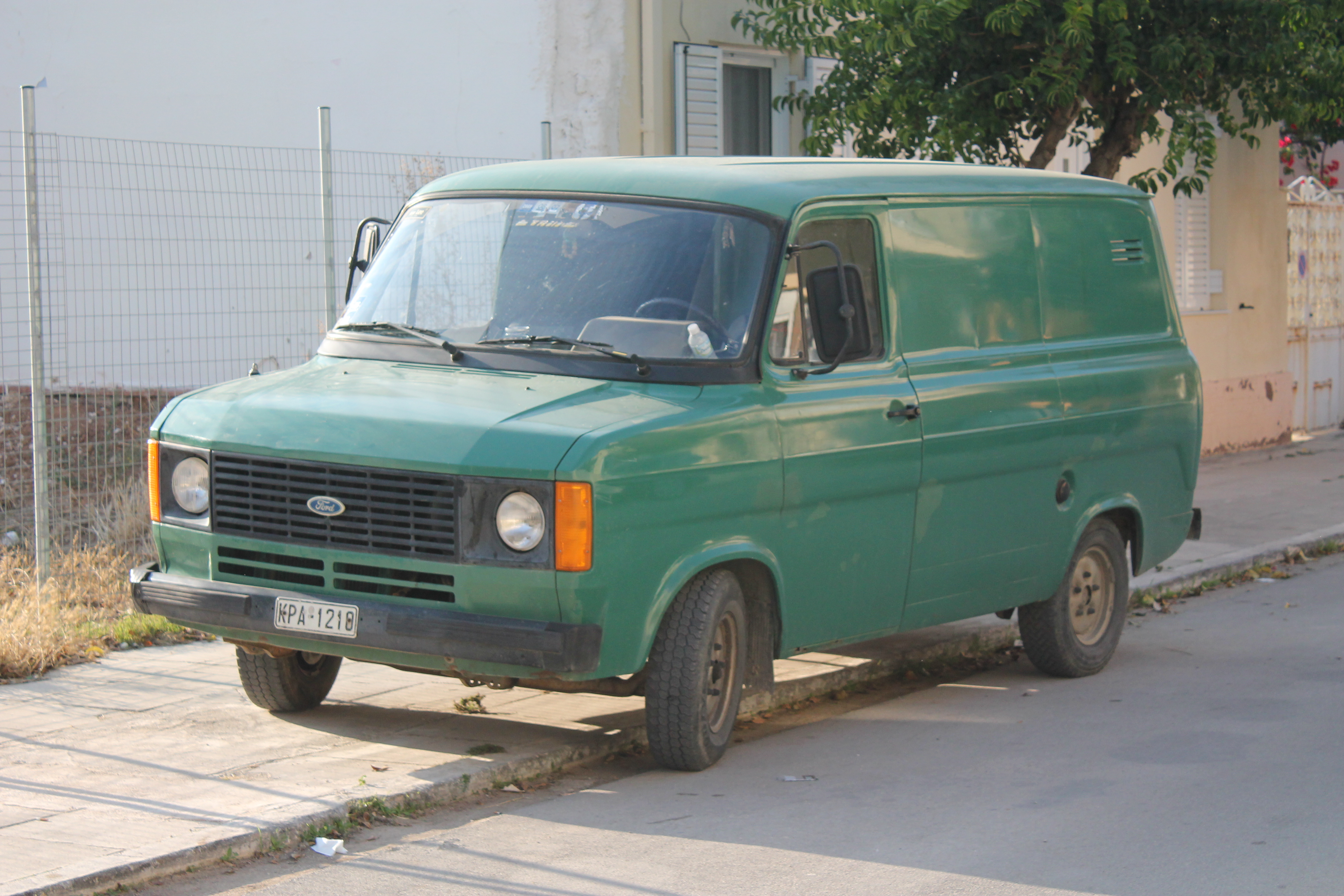
Version mit runden Scheinwerfern
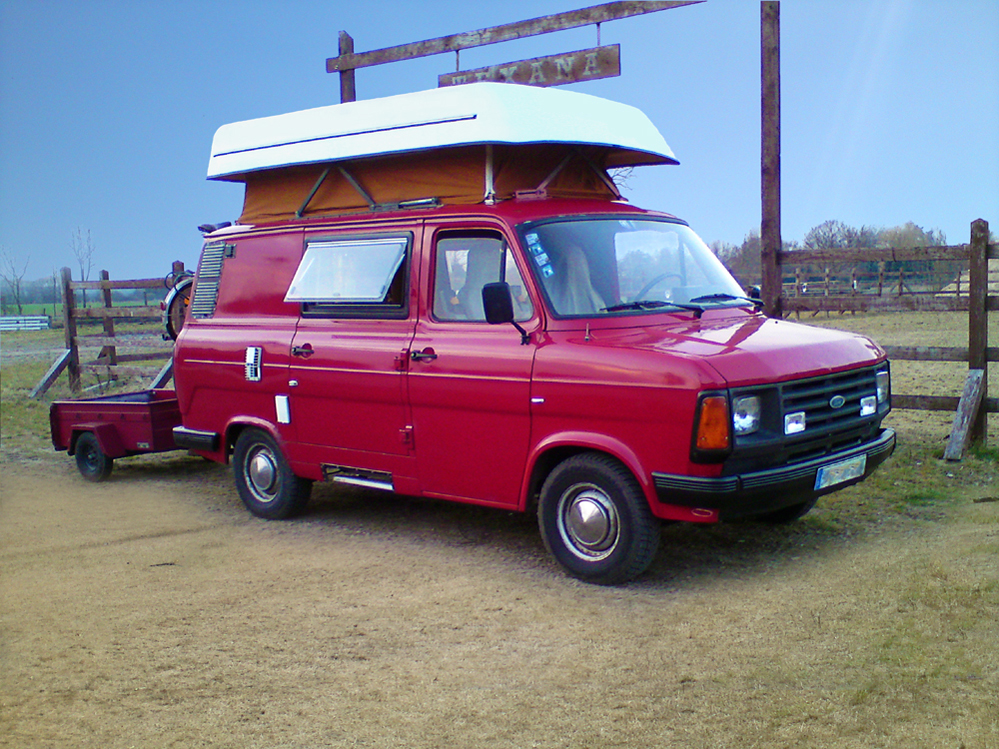
Ford Transit 2,4l Diesel Wohnmobil mit Hubdach (Bj. 1983)

|                           | 1600                          | 2000                          | 3000                      | 2400                            | 2500                            |
| ------------------------- | ----------------------------- | ----------------------------- | ------------------------- | ------------------------------- | ------------------------------- |
| Motor:                    | 4-Zylinder-Reihenmotor (Otto) | 4-Zylinder-Reihenmotor (Otto) | 6-Zylinder-V-Motor (Otto) | 4-Zylinder-Reihenmotor (Diesel) | 4-Zylinder-Reihenmotor (Diesel) |
| Hubraum:                  | 1584 cm³                      | 1954 cm³                      | 3000 cm³                  | 2358 cm³                        | 2496 cm³                        |
| Bohrung × Hub: in mm      | 87,67× 66                     | 90,82 × 76,95                 |                           |                                 | 93,67 × 90,54                   |
| Höchstleistung bei 1/min  | 48 kW (65 PS) 4750            | 57 kW (78 PS) 4500            |                           |                                 | 50 kW (68 PS) 4000              |
| Max. Drehmoment bei 1/min | 114 Nm (11,6 kp·m) 2800       | 147 Nm (15 kp·m) 2800         |                           |                                 | 143 Nm                          |
| Radaufhängung vorn:       | Starrachse an Blattfedern     | Starrachse an Blattfedern     | Starrachse an Blattfedern | Starrachse an Blattfedern       | Starrachse an Blattfedern       |
| Radaufhängung hinten:     | Starrachse an Blattfedern     | Starrachse an Blattfedern     | Starrachse an Blattfedern | Starrachse an Blattfedern       | Starrachse an Blattfedern       |
| Radstand:                 | 2700 mm / 3000 mm             | 2700 mm / 3000 mm             | 2700 mm / 3000 mm         | 2700 mm / 3000 mm               | 2700 mm / 3000 mm               |
| Höchstgeschwindigkeit:    |                               | 127 km/h                      |                           |                                 |                                 |

### Transit ’86 / ’92 / ’95 (1986–2000)
Die vierte Generation kam Anfang 1986 auf den Markt. Die Karosserie war grundlegend neu. 
Motorhaube und Windschutzscheibe hatten den gleichen Anströmwinkel; der Ford Transit war dadurch aerodynamisch und hate einen geringen cW-Wert.
Es blieb bei der angetriebenen starren Hinterachse. Die Vorderachse hatte nun Einzelradaufhängung und eine Zahnstangenlenkung. Der Innenraum ähnelte dem eines Pkw und es gab ein Fünfganggetriebe.

#### 1. Modellpflege
Im Herbst 1991 gab es eine dezente Modellpflege insbesondere der Frontpartie (Scheinwerfer, Blinker, Kühlergrill, Motorhaube). Die Bodengruppe der Varianten mit langem Radstand kam neu. Zusätzlich zu überarbeiteten Di-Motoren mit 70 und 80 PS (51/59 kW) gab es erstmals einen Dieselmotor mit Direkteinspritzung und Turboaufladung (74 kW / 100 PS) und den bekannten 2-Liter-Ottomotor nun auch mit geregeltem Katalysator (72 kW / 98 PS).

#### 2. Modellpflege
Im Spätsommer 1994 erhielt der Transit eine weitere Modellpflege. Geändert wurden unter anderem die Frontpartie (anderer Kühlergrill mit integriertem Ford-Emblem, Kunststoff-Scheinwerfer) und der Innenraum (neues Armaturenbrett ). Gleichzeitig gab es den aus dem Ford Scorpio und Sierra bekannten Ottomotor mit zwei obenliegenden Nockenwellen (DOHC) und acht Ventilen mit hier 84 kW (114 PS) bei 5000/min. Er hatte anders als die bisherigen Transit-Motoren eine Steuerkette statt wie bis dato einen Zahnriemen.
Nachdem im Frühjahr 2000 in Europa die neue Generation eingeführt war, baute Ford in Vietnam diesen Transit noch bis ins Jahr 2003 weiter.

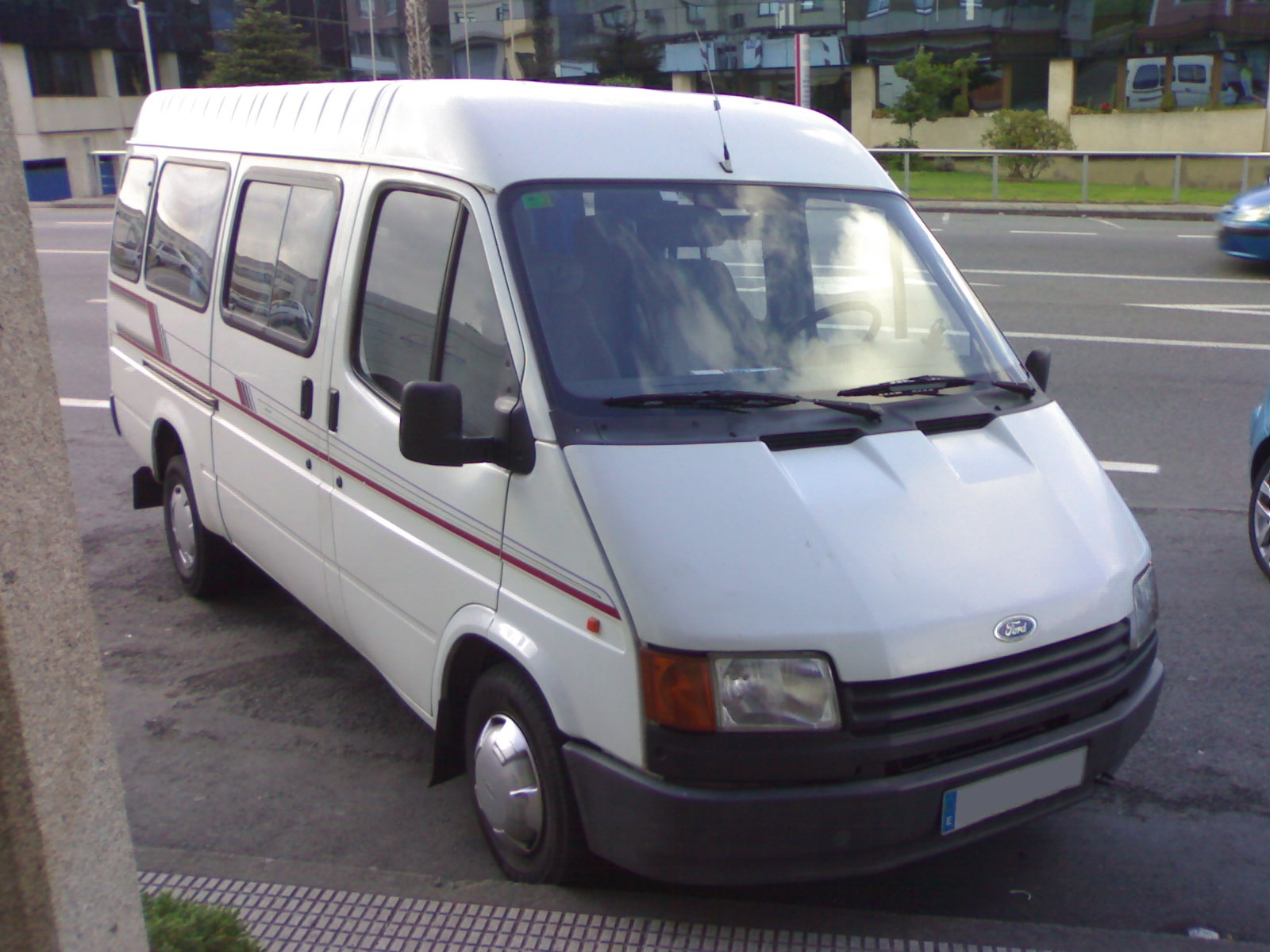
Ford Transit (1986–1991)
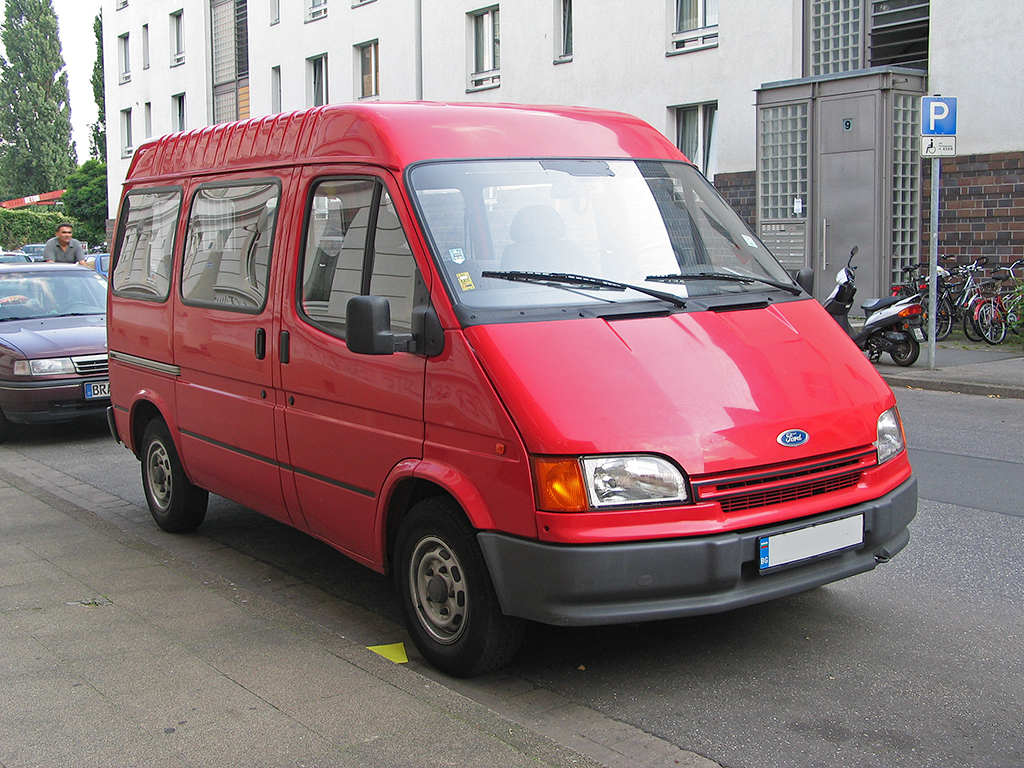
Ford Transit (1991–1994)
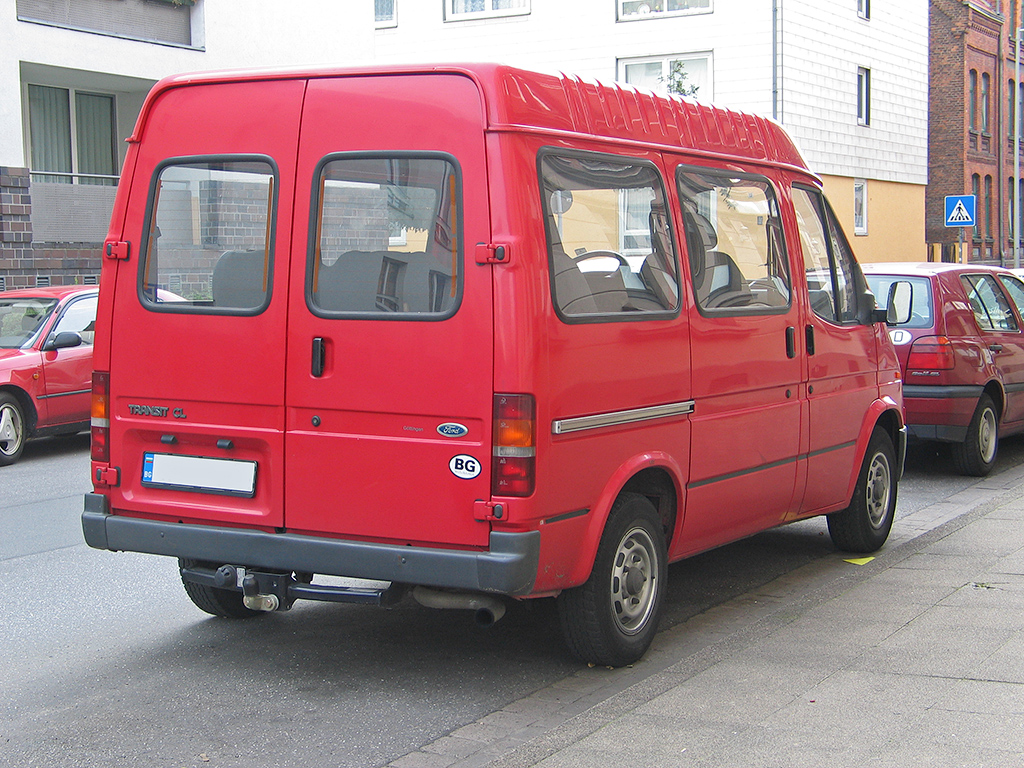
Heckansicht
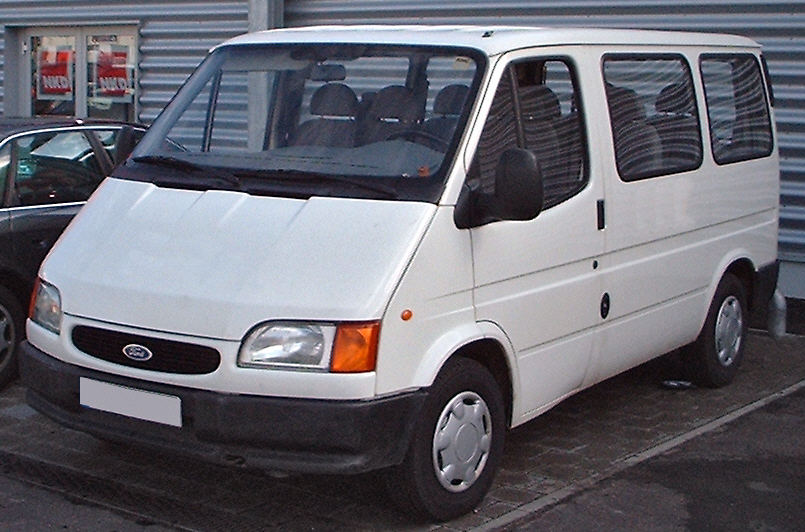
Ford Transit (1994–2000)
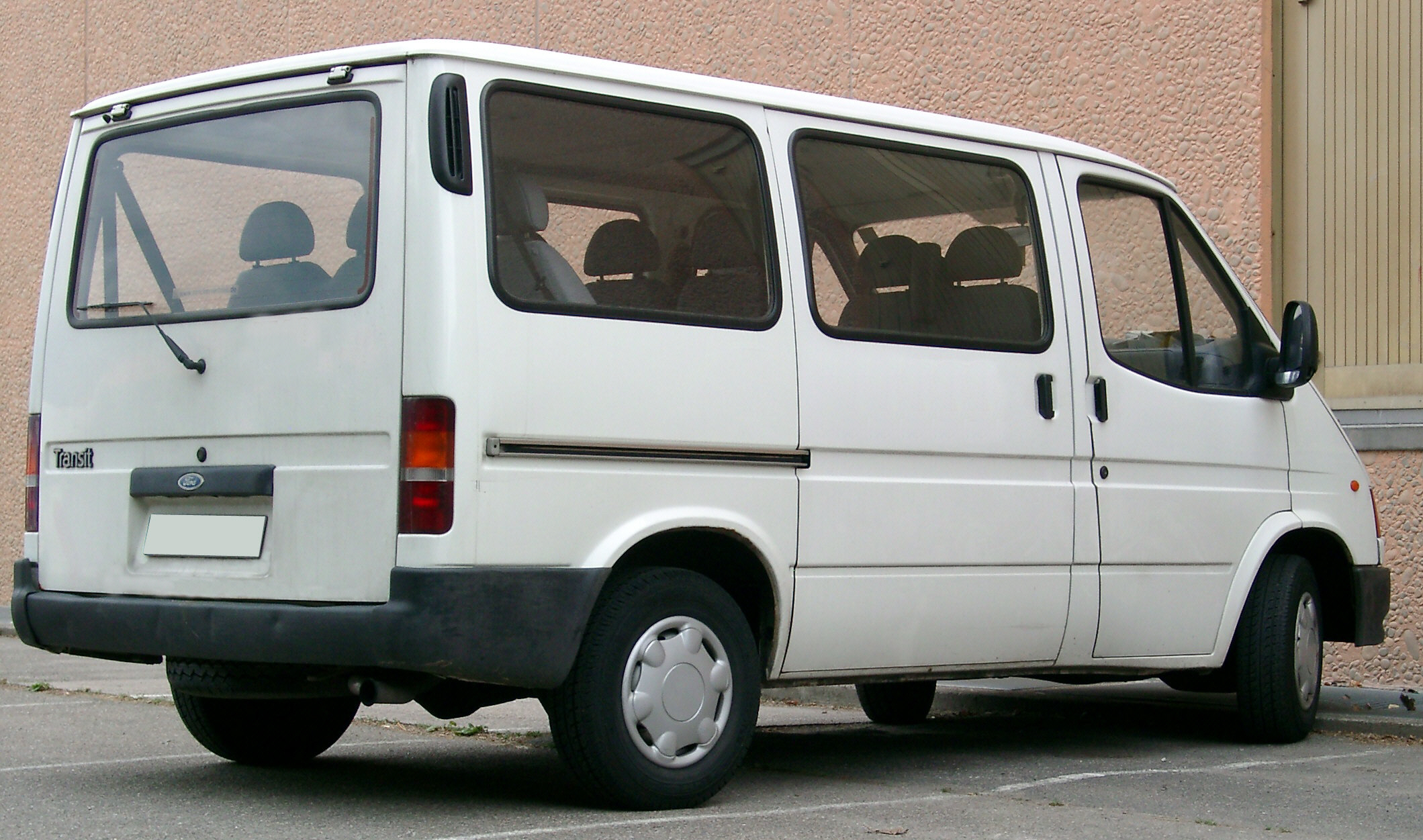
Heckansicht

#### Transit 2006 (China)

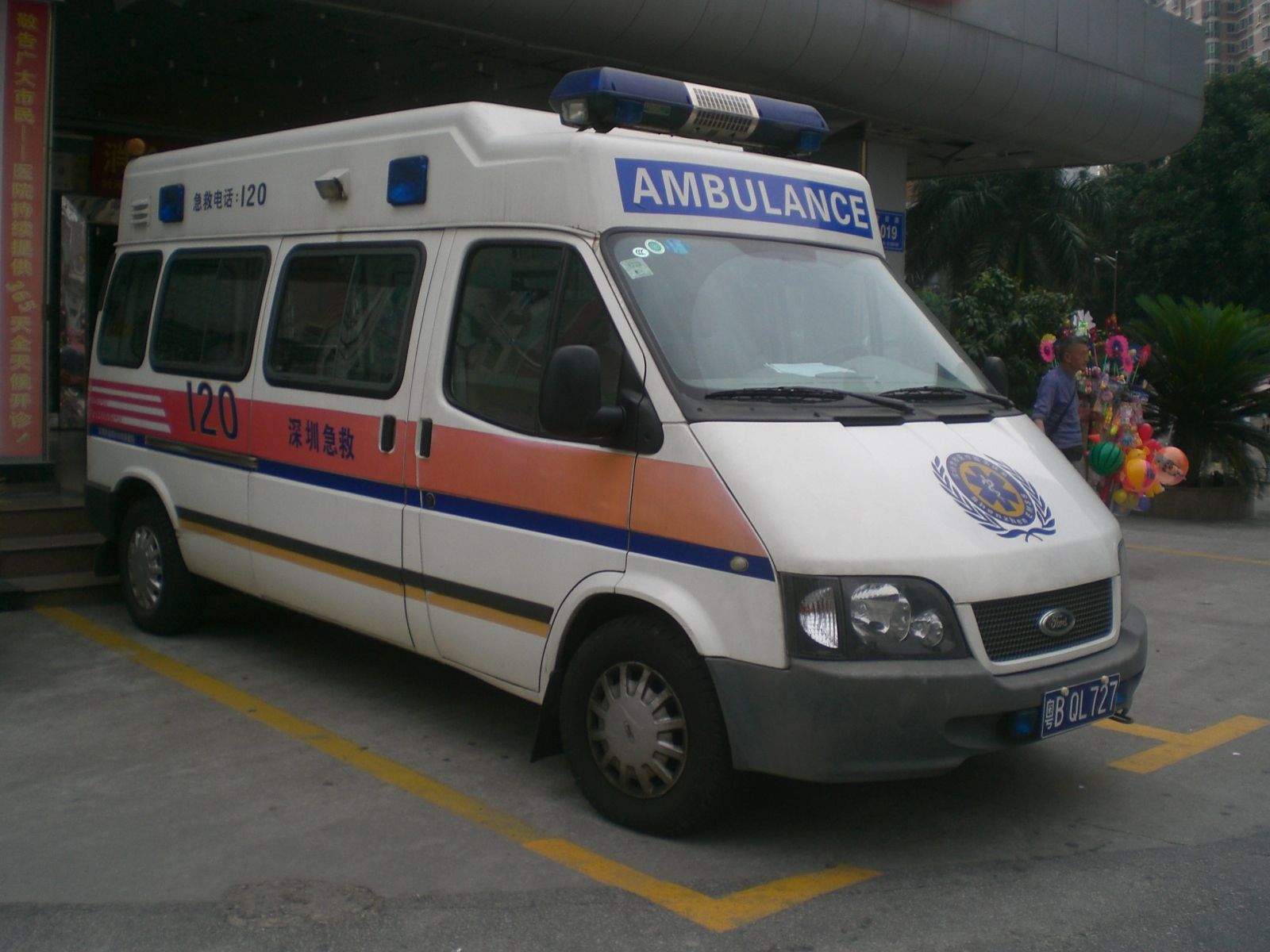
Ford Transit 2006 (China)

Der Hersteller Jiangling Motors (Volksrepublik China) baute die vierte Generation des Transit (unter dem Namen Transit 2006 bzw. Transit VJX) zeitweise in Lizenz.

### Transit ’00 (2000–2006)
Dieses Modell wurde im Januar 2000 eingeführt. Optional waren Front- oder Hinterradantrieb erhältlich. Produziert wurde der Transit in Genk und Southampton sowie der Türkei, die das belgische Volumen 2005 zu 100 % übernahm. Das Fahrzeug war in vier Längen und drei Höhen erhältlich, der L4 jedoch nur mit Hinterradantrieb.
Mit dem Transit Euroline gab es zudem eine Variante mit ausklappbarem Tisch, umklappbarer Rückbank, Vorhängen, drehbaren Frontsitzen.

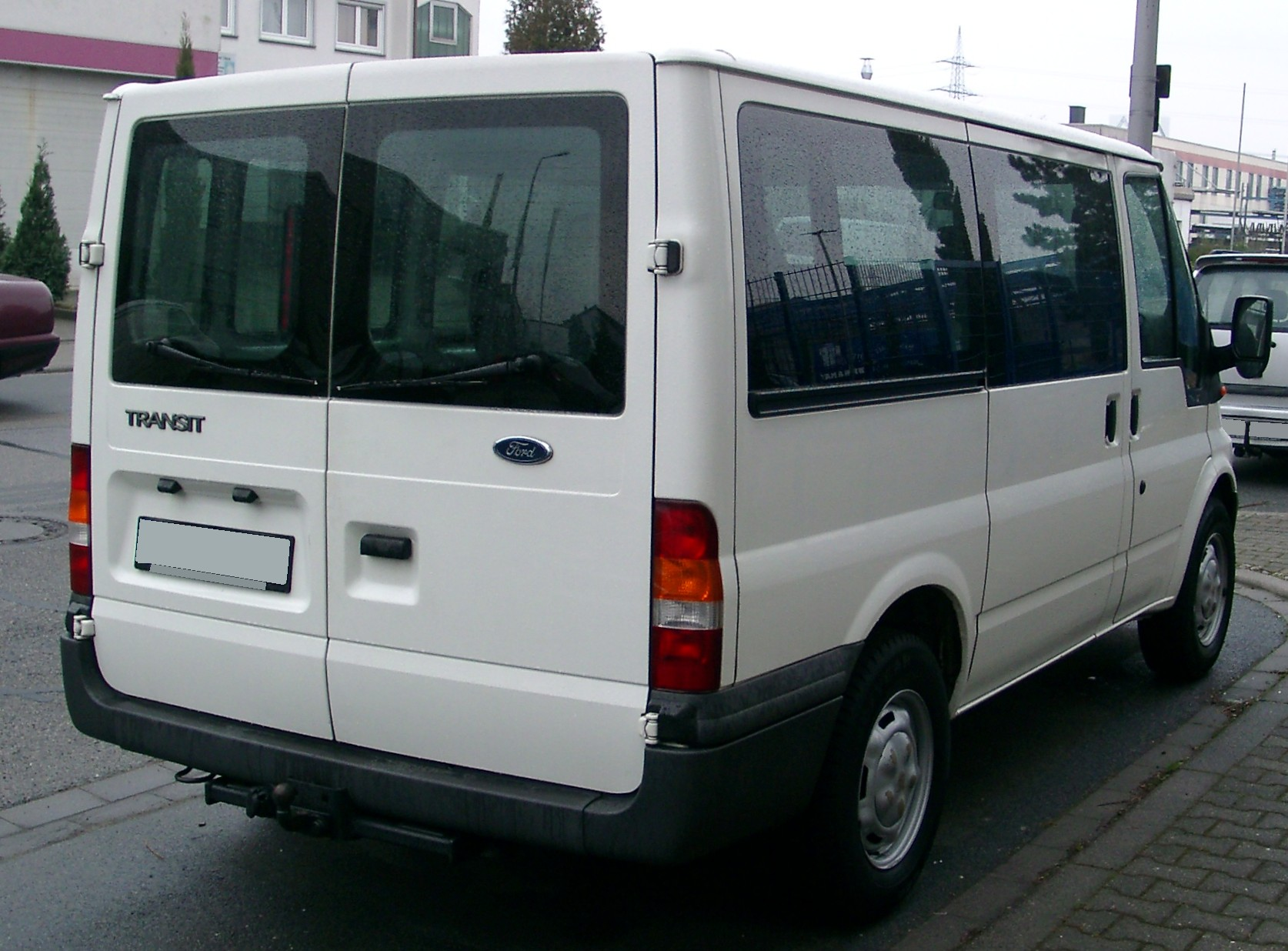
Heckansicht
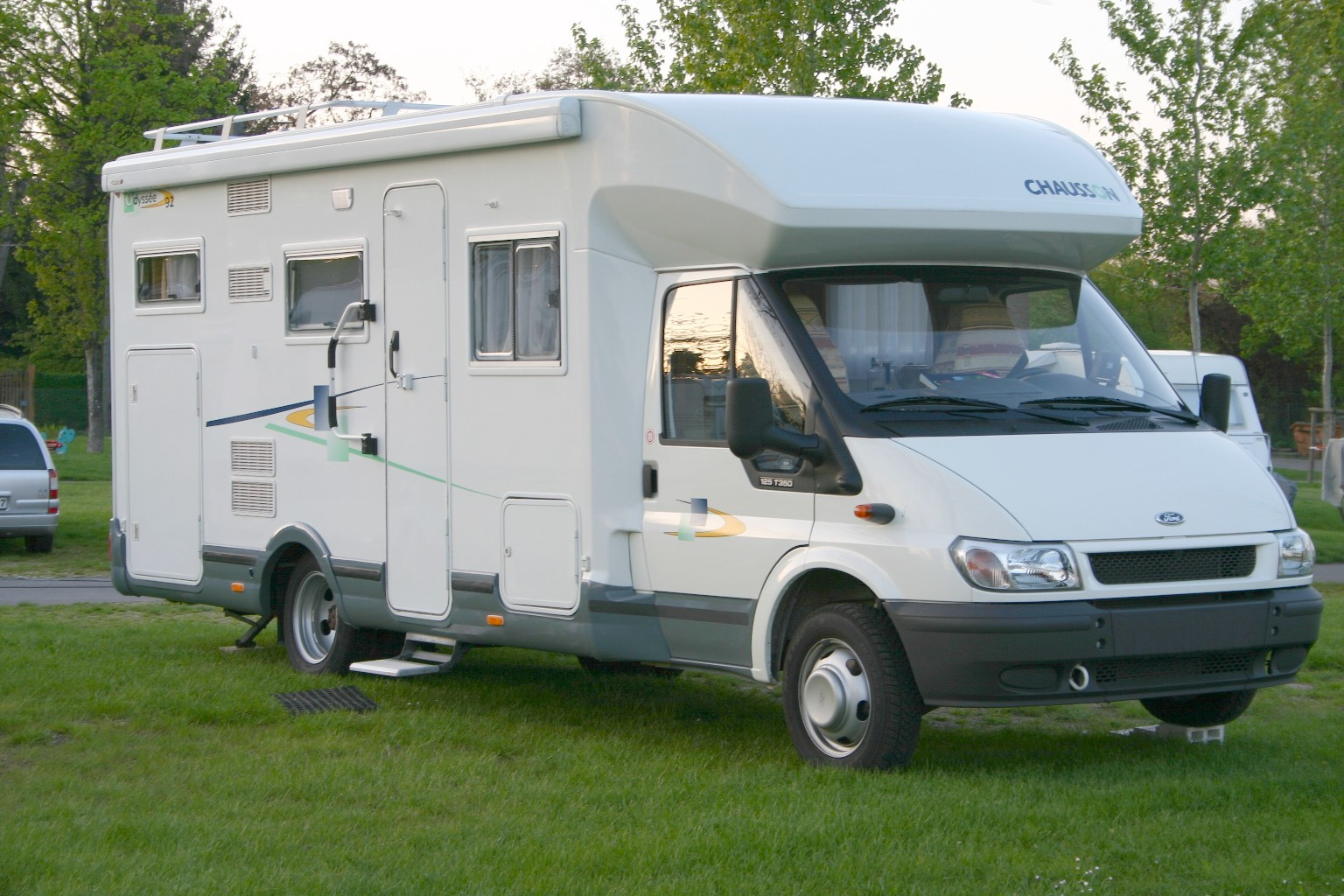
Transit als Wohnmobilbasis
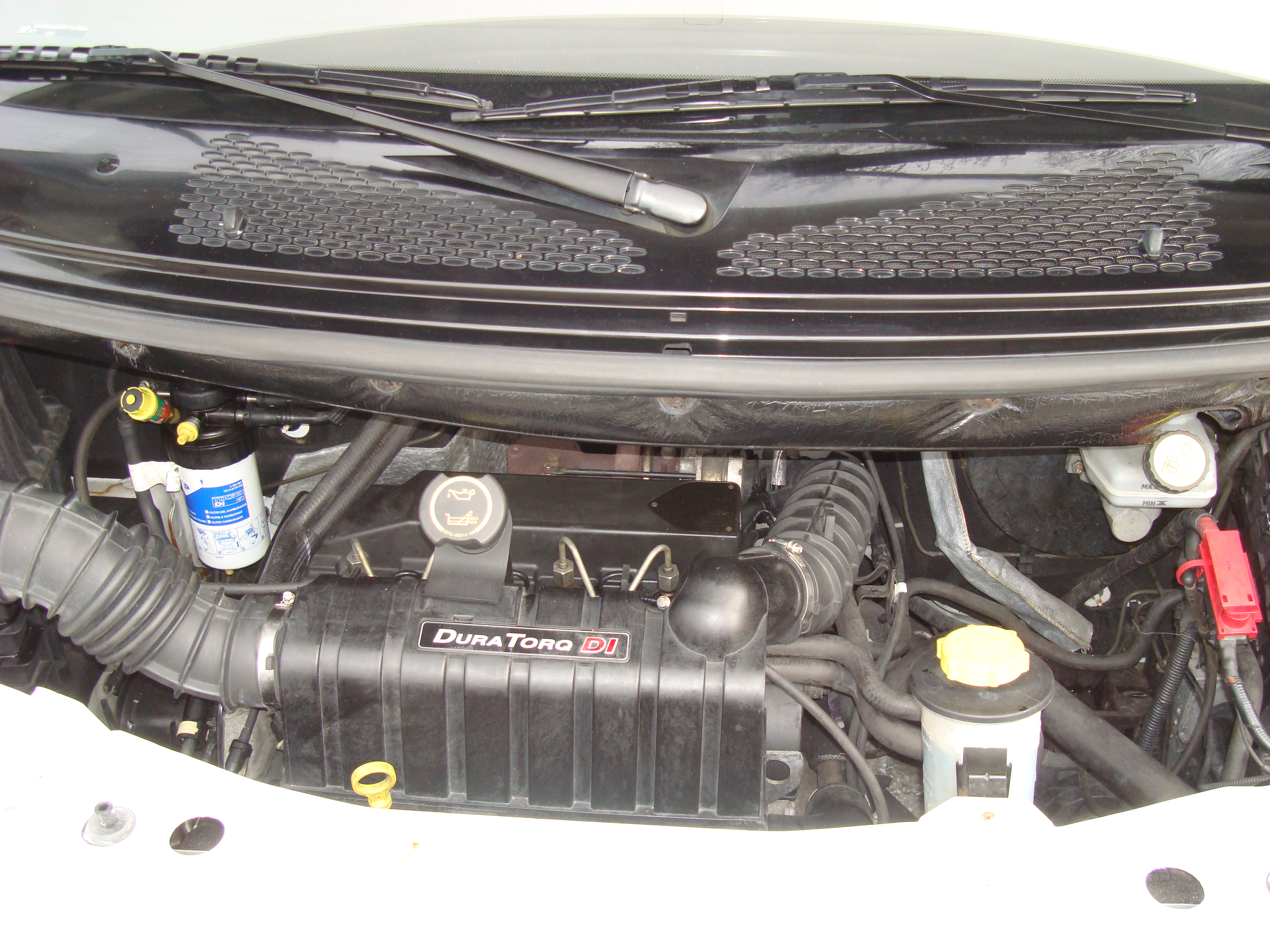
Duratorq DI Turbodiesel-Motor mit 66 kW (90 PS) in einem Ford Transit L1H1
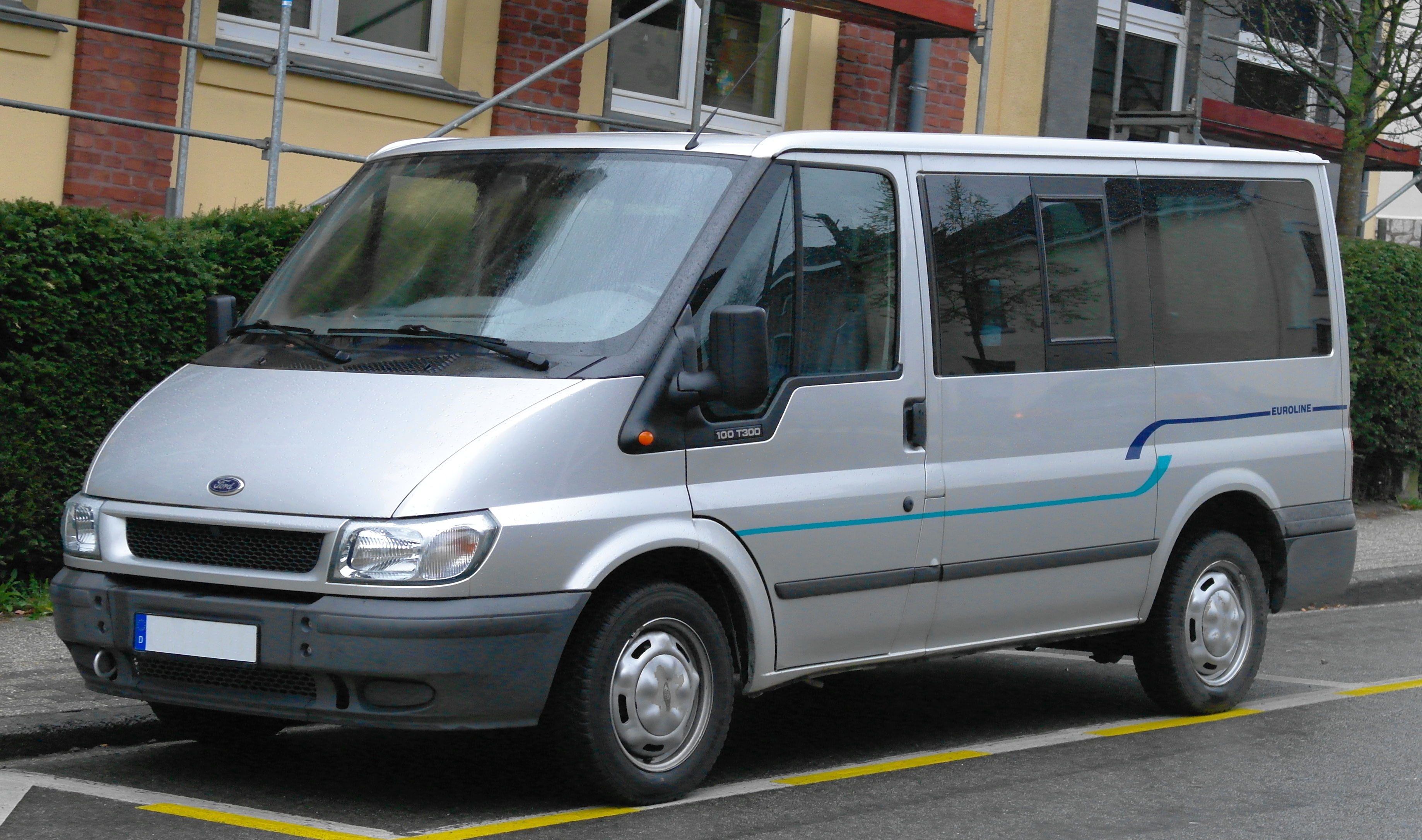
Ford Transit Euroline

### Transit ’06 (2006–2013)
Ab Juni 2006 gab es die sechste Auflage des Kleintransporters, genau genommen war das Modell eine modernisierte Form des vorangehenden Modells. Für die überarbeitete sechste Generation wurde dem Transit der Titel „Van of the Year 2007“ verliehen. Der Transit ist außer Nissan NV400, Opel oder Vauxhall Movano und Renault Master – die alle baugleich sind – das einzige Nutzfahrzeug, das mit Front- oder mit Hinterradantrieb bestellt werden kann. Das Leergewicht wird mit 1699–2234 kg angegeben.
Ab Oktober 2007 war der Transit auch mit Allradantrieb verfügbar (bis zum 3,5-Tonner). Alle Modellvarianten außer Rechtslenker wurden hauptsächlich in Gölcük (Türkei) bei Ford Otosan Kocaeli gebaut. Die Versionen für den britischen Markt wurden in Southampton gefertigt.

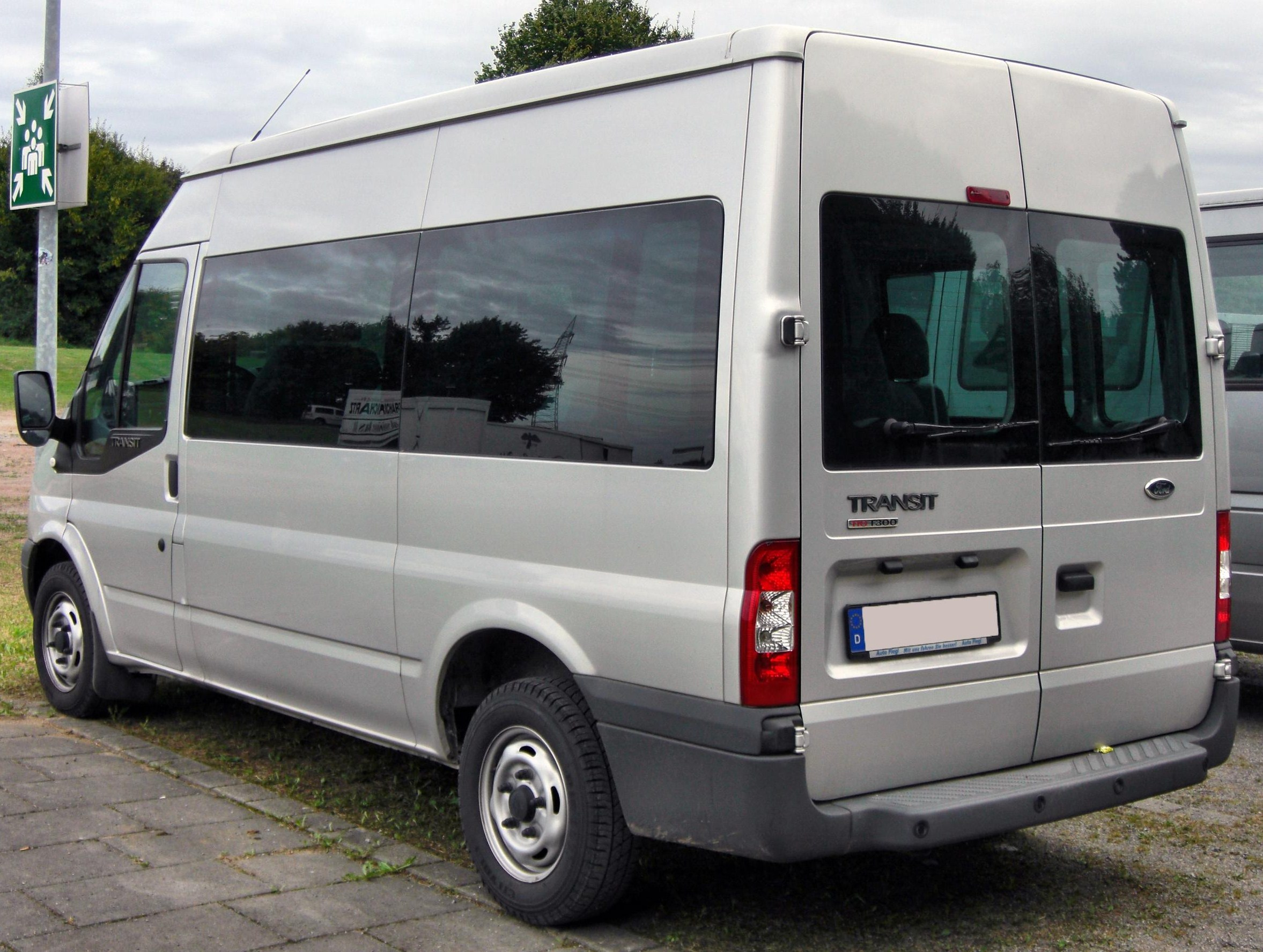
Heckansicht
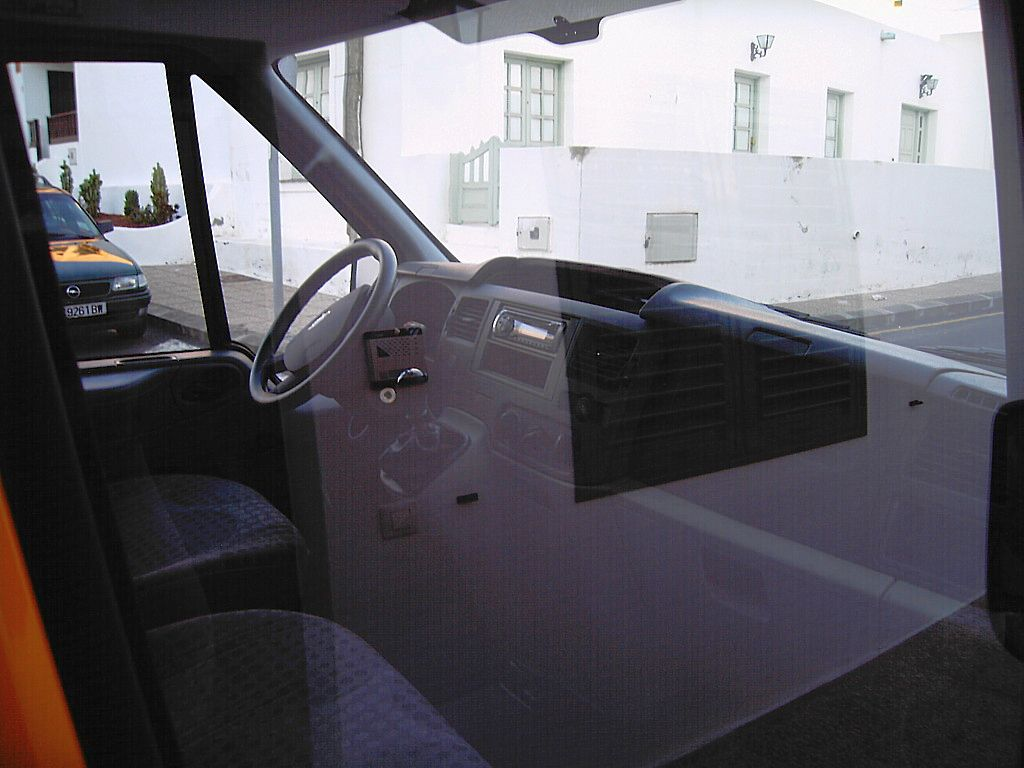
Innenansicht

#### Modelle
- 09-B
- 190D
- Blue Bird
- E350 Super Duty
- Econoline minibus (in Deutschland Euroline, bis zu 17 Insassen)
- El Dorado Aerolite
- Euroline
- Krystal
- Luton
- Metrotrans
- Nugget (Wohnmobil)
- R1114
- Sport
- VE6
- Wayne
- Trend
- Limited

#### Motoren
| - 2,2 l Diesel, 63 kW (85 PS); 2006–2012 - 2,2 l Diesel, 81 kW (110 PS); 2006–2008 - 2,2 l Diesel, 85 kW (115 PS); 2008–2012 - 2,2 l Diesel, 92 kW (125 PS); 2006–2012 - 2,2 l Diesel, 96 kW (130 PS); 2006–2007 - 2,2 l Diesel, 103 kW (140 PS); 2007–2012 - 2,2 l Diesel, 114 kW (155 PS); 2012–2013 | - 2,2 l Diesel, 74 kW (100 PS); 2006–2012 - 2,4 l Diesel, 85 kW (115 PS); 2006–2012 - 2,4 l Diesel, 103 kW (140 PS); 2006–2012 - 3,2 l Diesel, 147 kW (200 PS); 2007–2012 | - 2,3 l Ottomotor, 107 kW (146 PS); 2006–2012 |

#### Studie „Transit XXL“
Im Januar 2007 präsentierte Ford die „Transit XXL“-Studie, die technisch auf zwei Tourneo FT 350 mit kurzem Radstand basierte. Gestaltet nach Art einer Stretch-Limousine, jedoch mit für einen Van typischer Innenraumhöhe, konnte er bei 7,40 m Gesamtlänge bis zu sieben Personen komfortabel befördern. Das Leergewicht lag bei 2.500 kg bei zulässigem Gesamtgewicht von 3.500 kg. Für ein Fahrzeug im Luxussegment untypisch war er jedoch nur mit einem 96 kW (130 PS) starken 2,2-Liter-TDCI-Motor ausgestattet, der über ein Fünfgang-Schaltgetriebe und Frontantrieb den Wagen antrieb.

### Transit ’14 (seit 2014)
Bei der im Mai 2014 präsentierten siebten Generation des Transit geht Ford erneut neue Wege. Bot Ford beim Vorgänger die Neuheit wahlweise Front- oder Hinterradantrieb an, um die unterschiedlichen Gewichtsklassen und Nutzungsbedürfnisse abzudecken, werden nun zwei Modelle im Segment angeboten. Die kleineren und leichteren Versionen mit ausschließlich Frontantrieb und einer Nutzlast bis zu einer Tonne werden seit September 2012 als Ford Transit Custom bzw. Tourneo Custom angeboten. Das Leergewicht wird mit 2043–3085 kg angegeben.
Die Modelle in den höheren Gewichtsklassen werden mit dem neuen Transit abgedeckt, der auf der Internationalen Automobil-Ausstellung Nutzfahrzeuge Hannover im Jahr 2012 vorgestellt wurde. Dieser übernahm den 2,2-Liter-Common-Rail-Dieselmotor und das Armaturenbrett des kleineren Transit Custom, unterscheidet sich aber ansonsten von diesem. Bei späteren Baujahren wurde der 2,2-Liter-Motor durch einen mit nur noch 2,0 Litern Hubraum ersetzt. Die Höchstgeschwindigkeit wird bei der jeweils in den Fahrzeugpapieren eingetragenen Geschwindigkeit, wie schon bei der vorherigen Generation, elektronisch begrenzt.
Ein Start-Stopp-System ist nun verfügbar, ebenso wie ein Fahrspur-Assistent und zusätzliche Seiten- und Kopf-Schulter-Airbags. Der Transit ist in drei Längen und zwei bzw. drei (Nordamerika) Höhen sowie Front-, Heck- oder Allradantrieb lieferbar, bei zulässigem Gesamtgewicht von 2,0 bis 5,0 Tonnen. Die aktuellen H2-Modelle sind künftig 100 mm höher als die bisherigen und stellen in Europa als L2 die kleinste Variante dar, in Nordamerika sind auch H1-Varianten verfügbar, sowohl als L2 und L3, der L4 ist dort ausschließlich als H3 verfügbar, der H3 ist 150 mm höher als der entsprechende Vorgänger. Dadurch ergibt sich ein maximales Ladevolumen von über 17 m³. Die höher angesetzten Nutzlasten und Ladevolumen wurden notwendig, da es sich bei dieser Generation um ein Weltauto handelt, das in Nordamerika die Ford-E-Serie ersetzt und als Ford Transit (Nordamerika)/T-Serie angeboten wird. Von diesem wird auch der 3,2-Liter-Common-Rail-Einspritzung-Ford-Duratorq-Dieselmotor Power Stroke mit 147 kW als Spitzenmotor übernommen. Der Verkauf in Europa startete entgegen ursprünglichen Ankündigungen erst 2014. Gebaut wird der Transit für den europäischen Markt in Gölcük (Türkei) bei Ford Otosan Kocaeli.
2019 bekam der Transit ein Facelift mit neuer Front, neuem Armaturenbrett und neuem Lenkrad, zudem wurden die Motoren überarbeitet und Start-Stopp ist nun serienmäßig. Auch ein Mild-Hybrid ist nun verfügbar.
Im November 2020 präsentierte Ford eine batterieelektrisch angetriebene Version der Baureihe unter dem Namen E-Transit. Sie hat eine WLTP-Reichweite von bis zu 317 km und wird seit Frühjahr 2022 gebaut. Eine überarbeitete Version mit einem größeren Akku und einer Reichweite von 402 km nach WLTP wurde im April 2024 vorgestellt.

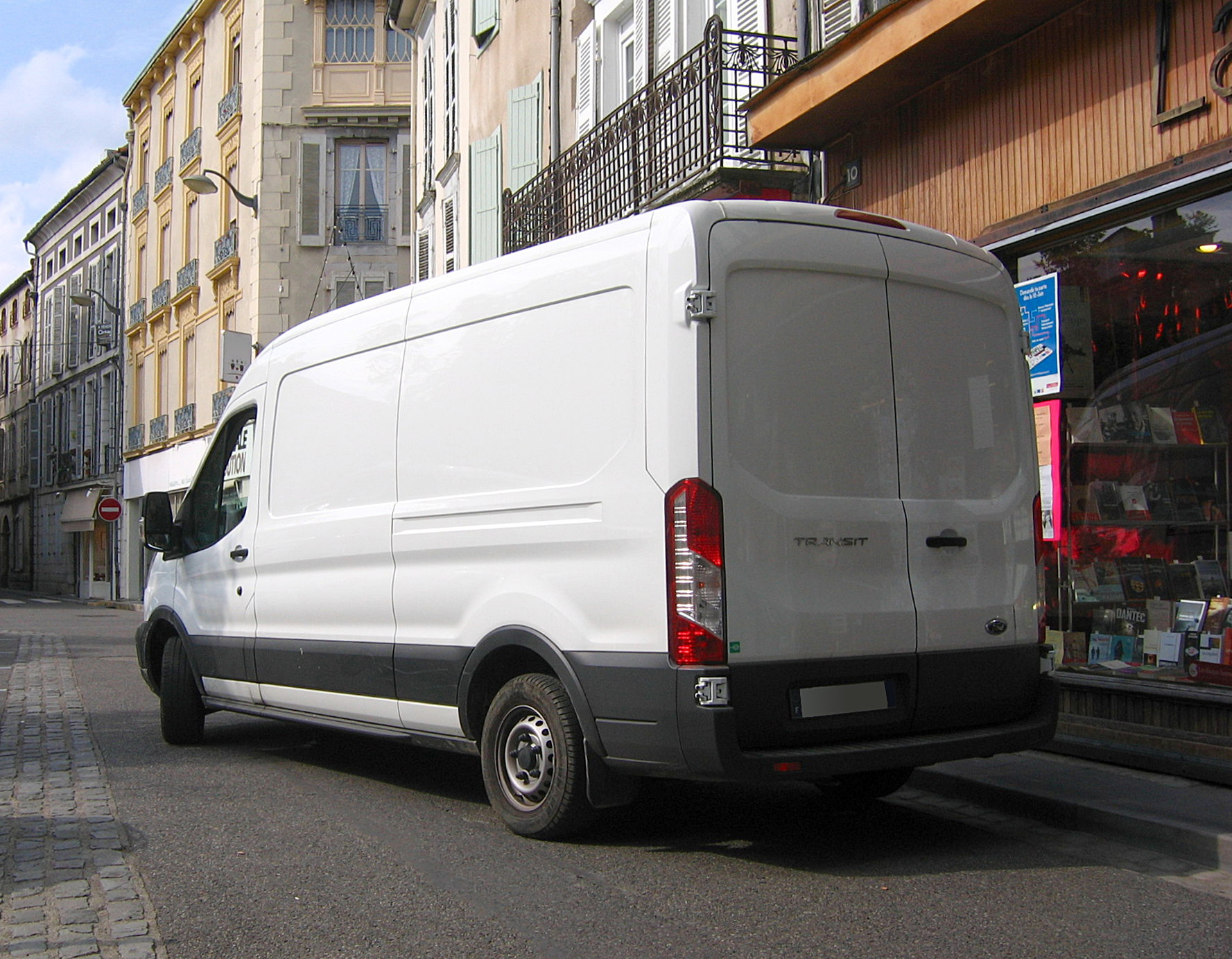
Heckansicht
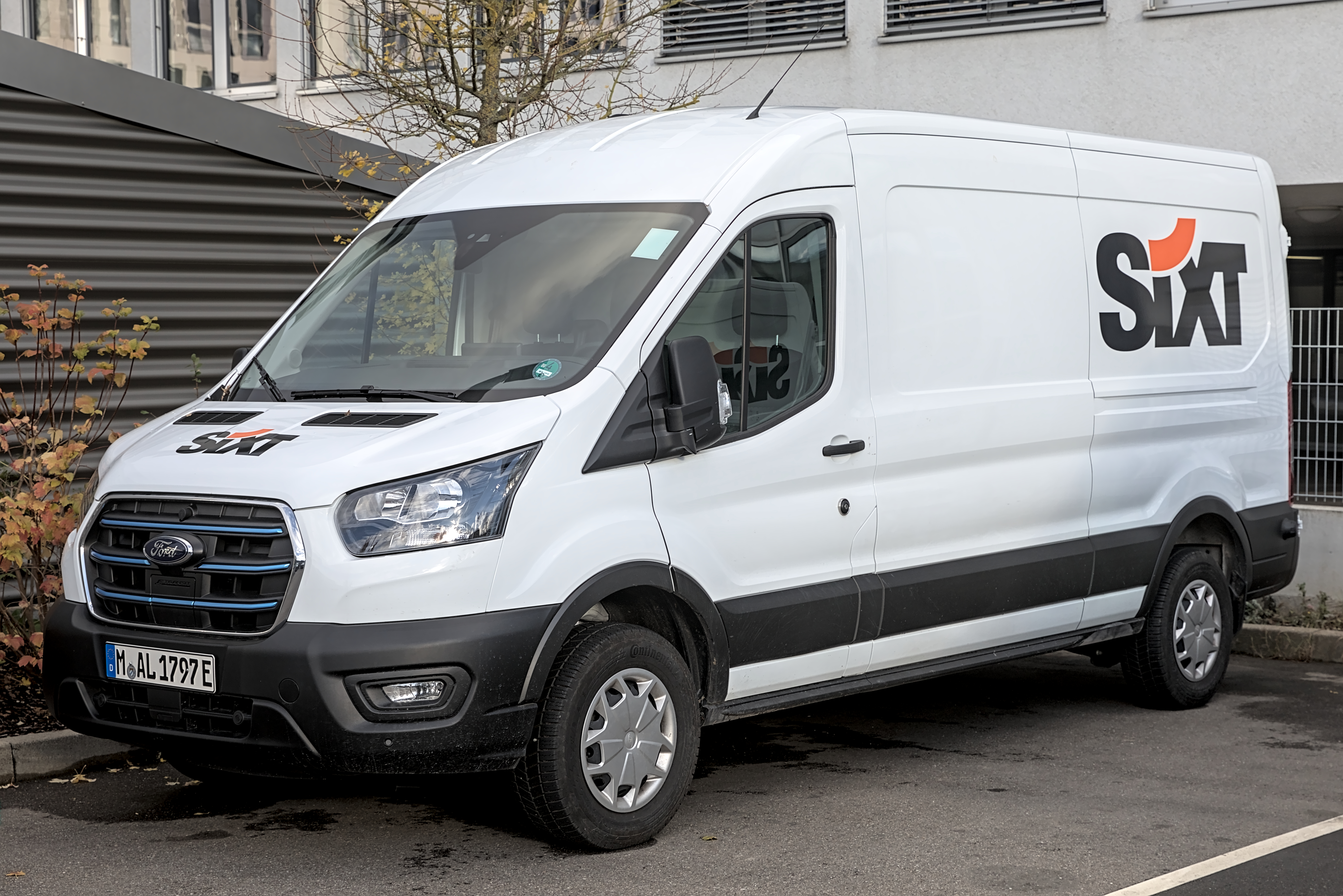
Ford E-Transit (seit 2022)

## Verwandte Modelle

### Ford A-Serie (1972–1982)
Größeres Nutzfahrzeug mit höheren Nutzlasten, stärkeren Motoren und der Fahrerkabine des Transit der 2. Generation, jedoch bereits mit Designelementen der 3. Generation. Nach dem Wegfall der Baureihe werden die meisten Varianten ins Transit-Programm übernommen.

## Ford-Transit-Modellfamilie
Im Jahr 2002 begann Ford, mit der Einführung des Ford Transit Connect den Namen Transit nicht nur für ein Modell zu nutzen. Es entstand eine Modellfamilie, zu der neben dem Ford Transit drei weitere Modelle gehören. Courier, Connect und Custom sind als Transit und als Tourneo erhältlich. Als Transit werden die Nutzfahrzeuge bezeichnet, als Tourneo die Fahrzeuge zur Personenbeförderung.

### Courier
Der Transit Courier, ein Kastenwagen mit Lkw-Zulassung, und der Tourneo Courier, ein Kleinbus mit Pkw-Zulassung, sind Hochdachkombis in der Kleinwagenklasse, die Ford als Stadtlieferwagen auf einer eigenen Plattform entwickelt hat. Der Transit Courier teilt sich mit dem Transit nur den Namen.

### Connect
Der Transit Connect, ein Kastenwagen mit Lkw-Zulassung, und der Tourneo Connect, ein Kleinbus mit Pkw-Zulassung, sind Hochdachkombis in der Kompaktwagenklasse, die Ford in erster Geeration als Stadtlieferwagen auf einer eigenen Plattform entwickelt hatte. Das aktuelle Modell wurde per Badge-Engineering vom VW Caddy V abgeleitet. Auch der Transit Connect teilt sich mit dem Transit nur den Namen.

### Custom
Technik und Design des Ford Transit Custom, einem Kleintransporter und des Ford Tourneo Custom, einem Kleinbus, leiten sich teilweise vom Transit der 7. Generation ab.

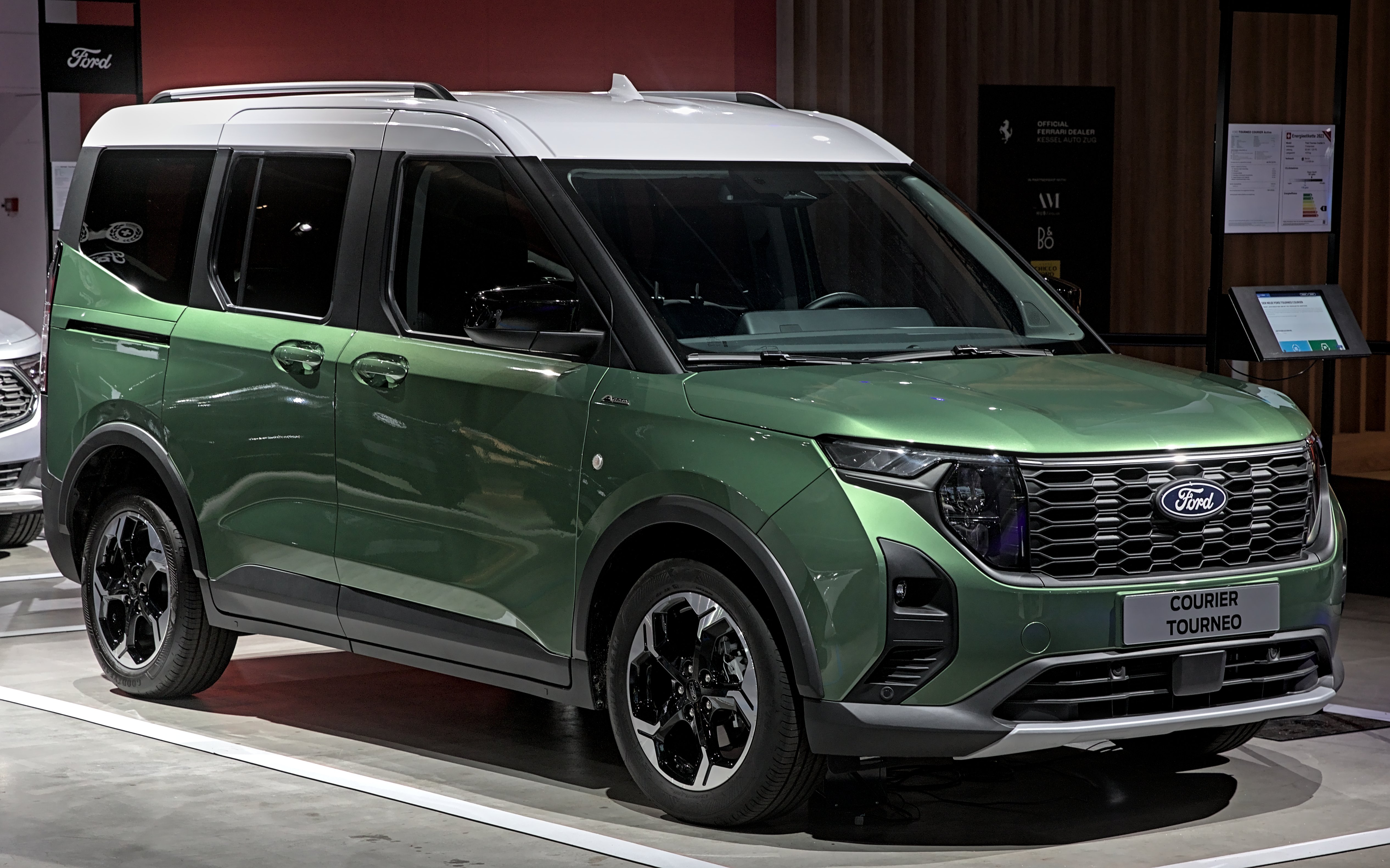
Ford Tourneo Courier
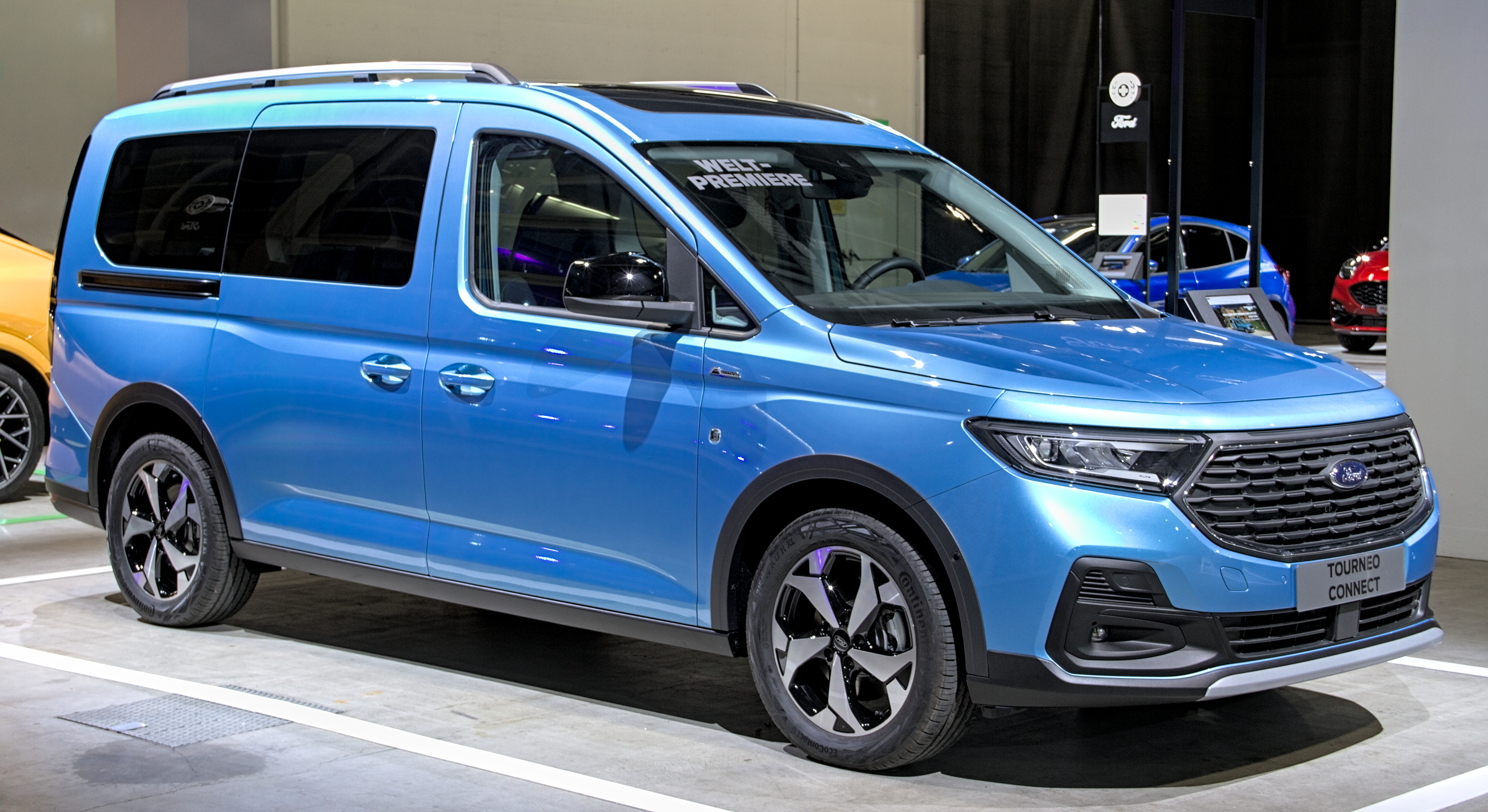
Ford Tourneo Connect
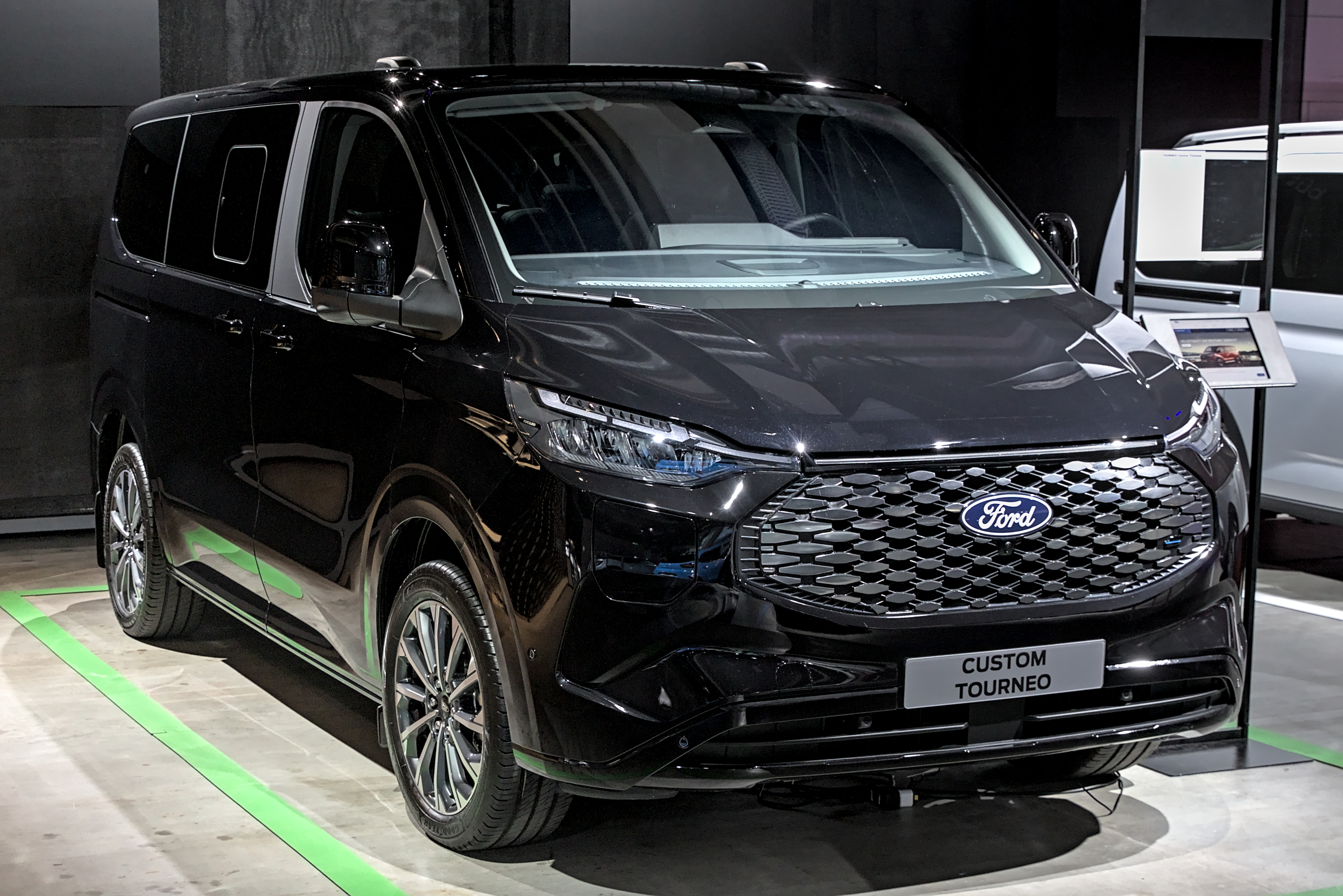
Ford Tourneo Custom

## Trivia

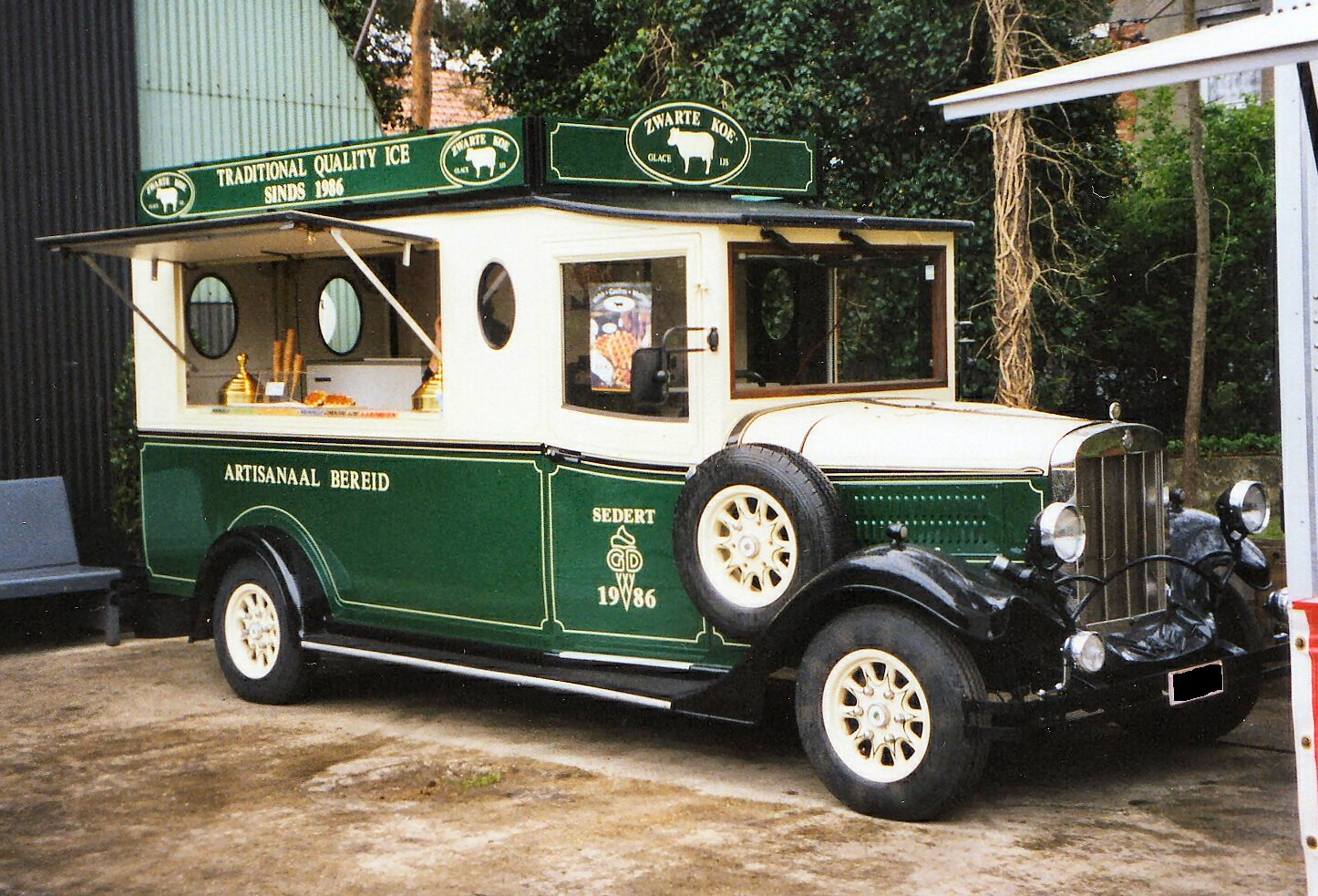
Asquith (aufgenommen in Belgien 2002)

- Im Dezember 1982 begann die britische Firma Asquith mit dem Umbau Ford Transits in Asquith „Vintage“ Transporter. Kleinstserien als Bus (ab und bis 8 Sitzplätze), Transporter, Leichenwagen und Pritsche gibt es seit 2004 wieder auf Iveco-Fahrgestellen.

- Die Olsenbande fuhr in ihrem letzten Kinofilm einen Ford Transit Baujahr 1986 (vierte Generation).

- Das zur Produktion von Rennfahrzeugen zwischen Jaguar und TWR gegründete Joint Venture JaguarSport, das mit der Entwicklung des Jaguar XJ220 beauftragt worden war, verwendete einen 1989 gebauten Transit ’86, der zuvor als Teiletransporter für die Zusammenarbeit zwischen TWR und Benettons Formel-1-Team diente, um diesen als Versuchsfahrzeug für den Antrieb des Jaguar XJ220 aufzubauen. Hierfür wurde der Motor des XJ220 sowie der Transaxle-Antriebsstrang auf einem Hilfsrahmen in den Transit eingebaut. Das restliche Fahrzeug blieb im Originalzustand, so zum Beispiel auch die Vorderachse. Die Fahrleistungen des XJ220-Transit mit dem Kennzeichen G134XVX lagen angeblich bei unter 5 Sekunden von 0 auf 100 km/h bzw. bei rund 10 Sekunden von 0 auf 100 mph (160 km/h), die Höchstgeschwindigkeit soll bei ca. 171 mph (295 km/h) gelegen haben.[13][14][15]